# Plavby Čeng Chea

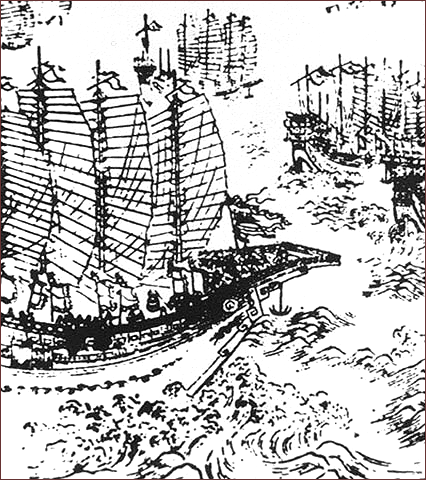
Několik z džunek Čeng Chea na čínském dřevotisku ze začátku 17. století

Místa navštívená Číňany při sedmi plavbách Čeng Chea.
Arabská města navštívená Ma Chuanem a Peking, od roku 1420 hlavní město říše Ming.
Trasa sedmé plavby Čeng Chea:

Plavby Čeng Chea (čínsky pchin-jinem Zhèng Hé xiàxīyáng, znaky zjednodušené 郑和下西洋, tradiční 鄭和下西洋; doslova „Čeng Cheovy plavby do Západního oceánu“) je označení pro sedm výprav čínského loďstva do jihovýchodní Asie a Indického oceánu vypravených mingskými císaři Jung-lem a Süan-tem. Plavby proběhly v letech 1405–1433. V čele výprav stál eunuch Čeng Che, v některých společně s dalším eunuchem Wang Ťing-chungem. Pozornost historiků i veřejnosti vzbuzuje především údajná výjimečná velikost Čeng Cheova loďstva. Plaveb se podle čínských kronik účastnily desítky a stovky lodí, největší z nich rozměry převyšovaly soudobá evropská plavidla a snad dokonce byly i větší než největší evropské dřevěné plachetní lodě 18. – počátku 19. století.
Expedice byly součástí expanzivní zahraniční politiky císaře Jung-leho, zahrnující rozeslání diplomatických a obchodních misí do „všech čtyř stran světa“. Jejich cílem bylo pozvednutí prestiže říše Ming demonstrací její moci a vynucení si uznání nadřazeného postavení říše Ming všemi blízkými i vzdálenými státy. Zatímco země odmítající poslat tribut mingskému císaři byly potrestány válkou a Vietnam dokonce na dvě desítky let okupován, země respektující mingské nároky se mohly těšit z dovozu žádaného čínského zboží.
Plavby Čeng Chea byly největší a nejdelší z námořních výprav vypravených mingskou vládou v první třetině 15. století. Čínští námořníci při nich sledovali hlavní obchodní trasy jihovýchodní a jižní Asie. V prvních třech výpravách dopluli do jižní Indie, s obchodním centrem v Kalikatu, v dalších čtyřech do perského Hormuzu, přičemž samostatné eskadry navštívily mnohé přístavy Arabského poloostrova a východní Afriky.
Výpravy přinesly potlačení pirátství a růst obchodu v jihovýchodní Asii, provázené šířením čínského kulturního i politického vlivu. Po zastavení zámořských expedic v polovině 30. let 15. století však moc mingské říše v zámoří postupně upadala. Začátkem 16. století už na přítomnost Číňanů v Indickém oceánu zbyly jen nejasné vzpomínky a v jihovýchodní Asii nebyla schopna mingská vláda jakkoliv zasáhnout proti agresivitě Portugalců.

## Motivy

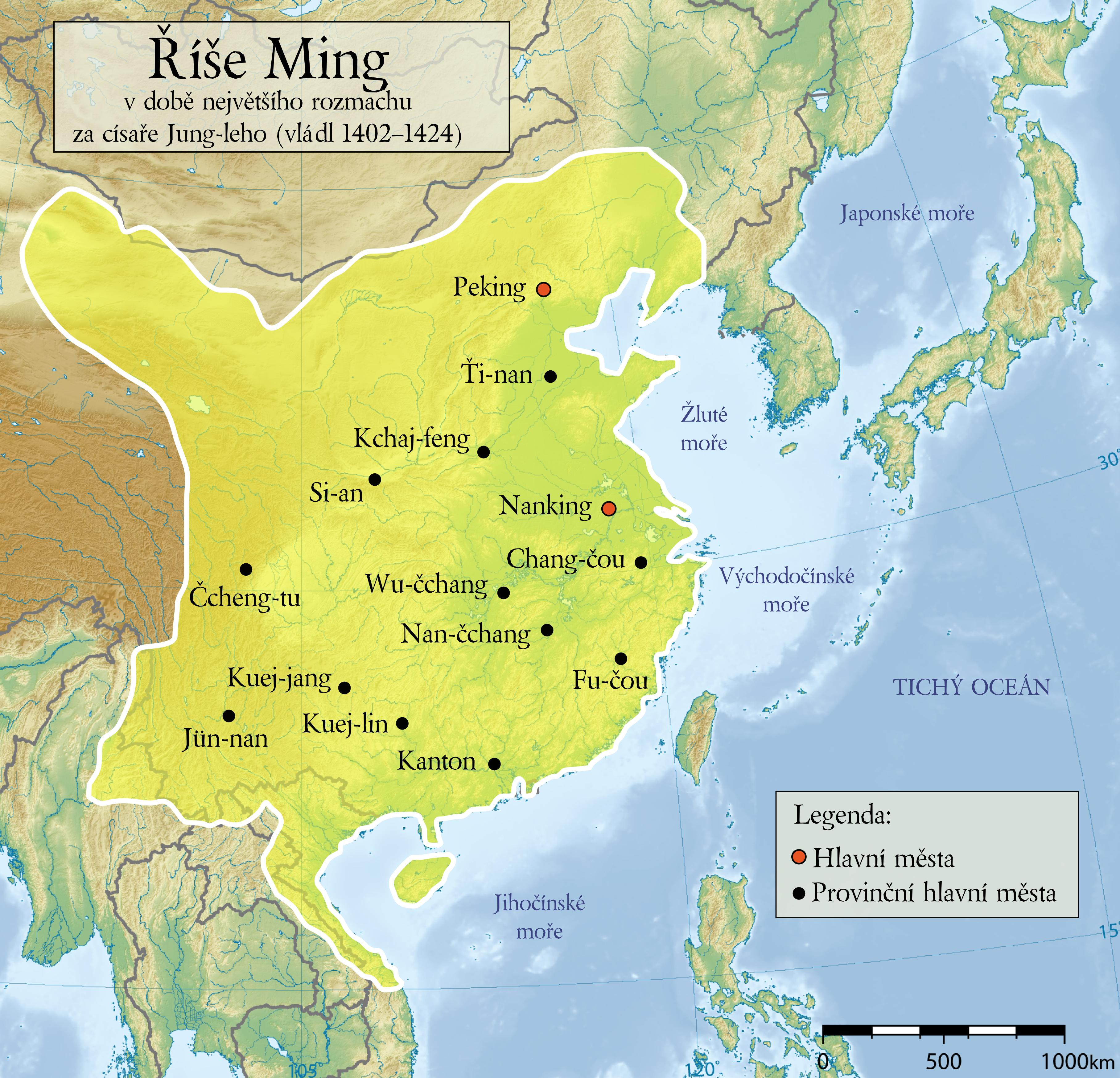
Čínská Říše Ming za vlády císaře Jung-le

Třetina století (1402–1435), během které v čele čínské říše Ming stáli císařové Jung-le a jeho vnuk Süan-te, byla z řady hledisek neobyčejným obdobím v téměř třísetleté historii mingské říše. Ve srovnání jak se svými předchůdci, tak i nástupci, se režim Jung-leho a do značné míry i Süan-teho odlišovaly energickou (a nákladnou) vojenskou i diplomatickou aktivitou, zaměřenou na rozšíření vlivu „říše středu“ – to jest říše Ming – do všech čtyř světových stran. Za o něco více než dvacet let vlády Jung-leho jeho vyslanci navštívili prakticky všechny blízké i vzdálené sousedy mingské Číny, snažíce se zajistit, byť i jen formální, uznání nadřazenosti čínského císaře a čínské svrchovanosti.
Mezi příčinami vedoucími k vypravení námořních expedic navštěvujících vzdálené země bylo jak Jung-leho přání získat mezinárodní uznání pro dynastii Ming, která nahradila v čele Číny mongolskou dynastii Jüan, jako nové vládnoucí dynastie „říše středu“, tak i potvrzení zákonnosti jeho vlastní vlády, uzurpované od synovce Ťien-wena. Tomuto důvodu pravděpodobně přidávaly váhu zvěsti kolující mezi lidmi, že Ťien-wen nezahynul roku 1402 při požáru císařského paláce během dobývání hlavního města – Nankingu, ale uprchl a skrývá se někde v Číně nebo mimo její hranice. Oficiální Dějiny Mingů, sestavené o téměř tři století později, uvádějí hledání nezvěstného císaře mezi cíli výprav.
Dalším důležitým motivem, který pobídnul Jung-leho k vypravení mohutných námořních expedic a oživení kontaktů s cizími státy, bylo přání oživit zahraniční obchod Číny, upadnuvší během izolacionistického režimu Chung-wua. Jung-le považoval obchod se zahraničím za zdroj dodatečného příjmu pro císařskou pokladnu, potřebný a užitečný vzhledem k tehdejšímu dosti těžkému daňovému zatížení rolníků. Navíc v prvních letech vlády Jung-leho vedla tažení Tímura Lenka k přerušení tradičních obchodních spojení se střední Asií. Proto jedním z prvotních cílů vypravení vyslanců po moři do Indického oceánu mohlo být hledání potenciálních spojenců proti říši Tímura Lenka. Tento cíl ale záhy ztratil význam, protože Tímur Lenk roku 1405, brzy po začátku tažení do Číny, zemřel. S jeho nástupcem, Šáhruchem, navázala mingská říše korektní vztahy.
Ať už z jakýchkoli důvodů, z geografického úhlu pohledu byla politika Jung-leho vlády skutečně všestranná. Na východě početná čínská i korejská poselstva překračovala Žluté moře, aby potvrdila vazalskou závislost Koreje na říši Ming. Na západě vyslanci mingského císaře přicházeli ke dvoru Tímura Lenka i jeho nástupce Šáhrucha v Samarkandu a Herátu, a tibetský karmapa Dešin Šegpa přijal pozvání k návštěvě Nankingu.
Na severu císař Jung-le ve snaze o podřízení si Mongolů uskutečnil pět vojenských tažení a organizoval výměnný obchod s těmi, kteří se podřídili. Navíc eskadra eunucha-admirála Išichy doplula po proudu Amuru až téměř k jeho ústí (do Tyru), přičemž zdejší Džürčeny prohlásila za poddané mingské říši.
Kromě zahraničněpolitických cílů bylo úkolem Čeng Cheových expedic také zmapování navštívených zemí a měly do určité míry i naučný charakter. Za zvláště důležité Číňané považovali vyhledání a přivezení exotických živočichů a rostlin, o které se zajímali kvůli použití v medicíně.

## Zlaté loďstvo
Výstavba korábů pro expedice Čeng Chea, byla s největší pravděpodobností jen částí rozsáhlého programu výstavby loďstva rozvrhnutého počátkem éry Jung-le. Podle konzervativních odhadů historika Edwarda Dreyera, Čeng Che na výpravy vyplouval s přibližně 250 loděmi, z toho 40–60 velikými „loděmi pokladů“ (pao-čchüan, 宝船) a kolem dvěma sty loděmi běžných velikostí.
Stavba lodí pokladů probíhala v loděnici Lung-ťiang (doslova „Dračí řeka“). Loděnice se rozkládaly přímo pod hradbami Nankingu – tehdejšího hlavního města Číny, na řece Čchin-chuaj-che (秦淮河) blízko jejího soutoku s Jang-c’-ťiang. Spolehlivých informací o těchto korábech se zachovalo velmi málo, nicméně podle tradice uvedené v Dějinách Mingů největší z těchto lodí byly opravdu obrovské, s 44 čangy (ne méně než 117 m) délky a 18 čangy (ne méně než 48 m) šířky. O ponoru těchto lodí mingské zdroje nic neříkají, nicméně historikové se domnívají, že byl blízký maximálně možnému pro plavbu po Jang-c’-ťiang z Nankingu na moře (a možná po řece Musi do Palembangu na Sumatře), to jest kolem 6–7,5 metrů.
| Kresba čínské džunky |  | Model devítistěžňové lodi pokladů | | Fotografie řeky Jang-c’-ťiang u Nankingu |
| Kresba čínské džunky |  | Model devítistěžňové lodi pokladů | Řeka Jang-c’-ťiang v Nankingu v současnosti. Znalosti o její hloubce (před moderním prohloubením) umožňují tvrdit, že ponor lodí Čeng Chea nemohl převyšovat 7,5 m. |                                          |
| Džunka na kresbě z 18. století demonstruje tradiční konstrukci čínské lodi s plochým dnem. Při absenci kýlu velké kormidlo na zádi a boční spouštěcí kýly zajišťují stabilitu lodi. |  | Model lodě pokladů Čeng Chea.     | |                                          |

I když historikové stále debatují, do jaké míry lze věřit údajům o velikosti lodí pokladů uvedených v Dějinách Mingů, mnozí autoři jak v Číně, tak mimo ni (včetně výše vzpomenutého Dreyera), předpokládají, že mohou odpovídat skutečnosti. Pokud mají pravdu, pak čínské lodě pokladů svými rozměry několikanásobně převyšovaly tehdejší evropská plavidla. Měly by dvakrát větší délku a několikrát větší výtlak než největší evropské plachetní dřevěné lodě 18. a počátku 19. století – řadové lodě 1. třídy. Délkou se vyrovnaly největším kdy existujícím plachetním lodím, například velkým plachetnicím počátku 20. století jako byl německý Preußen (které ale měly ocelový trup a pomocné parní stroje pro ovládání plachet). Ponor lodí pokladů byl zřejmě jen o málo menší než ponor Preußenu (8,26 m), ale šířka mingských gigantů byla trojnásobkem 16,3 m německé lodě.
Historikové se domnívají, že lodě Čeng Chea, postavené s využitím tradičních konstrukčních principů čínského lodního stavitelství počítajících s plavbou v pobřežních mořích, byly především určeny k cestám v relativně klidných pobřežních vodách a estuáriích východní a jižní Asie. Jejich nejdelší plavby v otevřeném moři byly přes Jihočínské moře (z Číny do jihovýchodní Asie), Bengálský záliv (mezi severním cípem Sumatry a Cejlonem) a Arabské moře (mezi Cejlonem nebo jižní Indií a Perským zálivem, Arábií a Africkým rohem) – tedy po tradičních obchodních trasách s dobře známým a více či méně předvídatelným režimem stabilních monzunových větrů, kde se v příznivých podmínkách loďstvo pohybovalo rychlostí do 2,5 uzlů. Ovšem takové lodě sotva mohly plout např. v řvoucích čtyřicítkách, nebo kolem mysu Horn.
Výprav se účastnilo kolem 27–28 tisíc lidí. V některých expedicích se loďstvo rozdělovalo na několik eskader, které pluly samostatně.

## Odlišnosti od evropských výprav
Kromě rozdílu ve velikosti korábů, jejich množství a konstrukci se čínské a evropské expedice 15. století lišily i cíli. V kontrastu k Evropanům Číňané nebyli zainteresováni na dobytí nových území – od místních vládců požadovali pouze formální uznání čínské svrchovanosti a posílání vyslanců s tributem k čínskému dvoru, což mingská vláda oplácela dary v odpovídající hodnotě. Také se, na rozdíl od Evropanů, nesnažili zakládat faktorie nebo základny a tím méně šířit svou víru. Základním cílem čínských mořeplavců bylo šíření slávy mingské říše a ustavení řádu ve světě. Prostředkem k tomu bylo navázání přátelských diplomatických vztahů podle výše uvedeného modelu, přičemž zbraně Číňané použili pouze v případě otevřeného nepřátelství. Kdežto motivací evropských plaveb byla snaha o dosažení zisku jakýmkoliv způsobem, ať už obchodem s kořením, otroky či otevřenou loupeží. Cizí země byly Evropany okupovány za doprovodu rozsáhlých masakrů (např. při dobytí Malakky roku 1511 Portugalci pozabíjeli dvě třetiny obyvatel města).
Mingská vláda obchod držela pod svou kontrolou, a prezentovala ho jako výměnu tributu a darů. Konfuciánské vidění světa totiž chápalo Čínu jako vzor civilizace napodobovaný více pro svou správnost a morální kvality než pro vojenskou či ekonomickou sílu. Volné obchodování konfuciáni zavrhovali jak kvůli nepřijatelné rovnosti čínské a cizí strany směny, tak pro kupecké upřednostňování zisku před morálkou.
Srovnávaje expedice Vasco da Gamy a Čeng Chea, americký historik Robert Finlay napsal:
| „               | Expedice da Gamy znamenala nesporný zlom v dějinách světa, stala se událostí symbolizující nástup moderní éry. Následováni Španěly, Holanďany a Angličany přistoupili Portugalci k budování říše na východě… Naopak mingské expedice nevedly k žádným změnám: nepřinesly žádné kolonie, žádné nové obchodní trasy a monopoly, ani kulturní rozvoj, ani globální sjednocování… Dějiny Číny a dějiny světa by podle všeho probíhaly bez jakýchkoliv změn, pokud by se Čeng Cheovy expedice nikdy neuskutečnily. | “ |
| — Robert Finlay | |   |

Ne všichni jsou tak skeptičtí. Singapurský historik Geoff Wade považuje mingské námořní expedice za významný prvek historie jihovýchodní Asie s dlouhodobými důsledky. Jejich prostřednictvím říše Ming získala dominanci v jihovýchodní a částečně i jižní Asii, která trvala nejméně do poloviny 15. století. Místní státy zapojila do jednotného mocenského systému, ve kterém byla neposlušnost trestána, ale ostatním přinesl pax Ming („mingský mír“) – mocenskou rovnováhu a bezpečnost na obchodních cestách. Pro mingskou formu dominance nad jihovýchodní Asií a přilehlými oblastmi, která se neopírala o kolonie a vojenské základny, ale o silné loďstvo a protežované spojence, používá termín „námořní protokolonialismus“ (proto maritime colonialism).

## Plavby
| Pořadí | Roky      | Množství lodí pokladů | Početnost posádky     | Navštívené regiony (státy a města) |
| ------ | --------- | --------------------- | --------------------- | --- |
| 1.     | 1405–1407 | 62                    | 27 800                | Východní pobřeží Indočíny (Čampa), Jáva (přístavy na severním pobřeží), Malajský poloostrov (Malakka), Sumatra (Palembang, Lambri, Aru, Samudera Pasai), Cejlon, Malabárské pobřeží Indie (Kalikat). |
| 2.     | 1407–1409 |                       |                       | Východní pobřeží Indočíny (Čampa, Ajutthaja – dnešní Thajsko), Jáva (přístavy na severním pobřeží), Malajský poloostrov (Malakka), Sumatra (Palembang, Samudera Pasai), Cejlon, Malabárské pobřeží Indie (Kóčin, Kalikat). |
| 3.     | 1409–1411 | 48                    | 27 000                | Východní pobřeží Indočíny (Čampa, Ajutthaja), Jáva (přístavy na severním pobřeží), Malajský poloostrov (Temasek – dnešní Singapur, Malakka), Sumatra (Samudera Pasai), Cejlon, Malabárské pobřeží Indie (Kollam, Kóčin, Kalikat). |
| 4.     | 1413–1415 | 63                    | 27 670                | Východní pobřeží Indočíny (Čampa), Jáva (přístavy na severním pobřeží), Malajský poloostrov (Kelantan, Pahang, Malakka), Sumatra (Samudera Pasai), Cejlon, Malabárské pobřeží Indie (Kóčin, Kalikat), Maledivy, pobřeží Perského zálivu (Hormuz).                                                                                      |
| 5.     | 1417–1419 | 63                    | 27 411                | Východní pobřeží Indočíny (Čampa), Jáva (přístavy na severním pobřeží), Malajský poloostrov (Pahang, Malakka), Sumatra (Samudera Pasai), Cejlon, Malabárské pobřeží Indie (Kóčin, Kalikat), Maledivy, pobřeží Perského zálivu (Hormuz), Arabský poloostrov (Dafár, Aden), východní Afrika (Barawa, Mogadišu, Malindi).                 |
| 6.     | 1421–1422 | přes 100              | několik desítek tisíc | Východní pobřeží Indočíny (Čampa), Ajutthaja, Malajský poloostrov (Malakka), Sumatra (Samudera Pasai), Cejlon, Malabárské pobřeží Indie (Kóčin, Kalikat), Maledivy, pobřeží Perského zálivu (Hormuz), Arabský poloostrov (Dafár, Aden), východní Afrika (Mogadišu, Barawa).                                                            |
| 7.     | 1430–1433 |                       | 27 550                | Východní pobřeží Indočíny (Čampa), Jáva (Surabaya a další přístavy na severním pobřeží), Malajský poloostrov (Malakka), Sumatra (Palembang, Samudera Pasai), Bengálsko, Cejlon, Malabárské pobřeží Indie (Kollam, Kalikat), Maledivy, pobřeží Perského zálivu (Hormuz), Arabský poloostrov (Aden, Džidda), východní Afrika (Mogadišu). |

### První plavba
První výprava začala na podzim 1405; podle rozšířené verze odhadů počtů lodí se jí zúčastnilo 317 plavidel; podle realističtější pouze 255, včetně 62 lodí pokladů. Po vyplutí z Nankingu se loďstvo přesunulo do přístavu Liou-ťia-kang v ústí Jang-c’-ťiang. Potom pokračovalo podél čínského pobřeží na jih do přístavu Tchaj-pching v ústí řeky Min-ťiang, blízko Fu-čou, v provincii Fu-ťien. Zde námořníci opravili lodě a vyčkali na příznivý vítr.
První zámořskou zemí navštívenou loďstvem Čeng Chea byla Čampa ležící na jihu dnešního Vietnamu. Tou dobou už mingská říše zahájila válku proti Vietnamu (který tehdy zahrnoval jen sever dnešního státu), proto Čampa, po staletí s Vietnamem znepřátelená, byla přirozeným spojencem Číny. Jak hlavní město Čampy, tak i nedaleký přístav, navštěvovaný čínskými loďstvy, byly později zničeny Vietnamci; na místě přístavu se dnes nalézá město Quy Nhon.
Loďstvo potom navštívilo Jávu a sultanát Palembang na jihovýchodě Sumatry. Mingská politika se už v dobách prvního mingského císaře Chung-wua tradičně zaměřovala na podporu nezávislosti Palembangu na jávské říši Madžapahit. Vztahy Číny s Madžapahitem byly špatné už od roku 1377, kdy čínské vyslance, poslané do Palembangu se zprávou o uznání jeho nezávislosti, tehdejší madžapahitský vládce Hajam Wuruk uvěznil.
Čínské loďstvo pokračovalo v cestě po staré obchodní trase z Indonésie do jižní Indie. Po návštěvě Malakky a nevelkých sultanátů na severu Sumatry přeplulo Bengálský záliv a připlulo na Cejlon. Zde se, podle čínských kronik, setkalo s chladnou arogancí. Z Cejlonu už nebylo daleko k hlavnímu cíli výpravy – jihoindickému městskému státu Kalikat. Zamorin (tj. vládce) Kalikatu podporoval námořní obchod, a tak pobyt v jeho městě nechal v Číňanech ten nejpříznivější dojem. V Kalikatu se Číňané mimo jiné dozvěděli o existenci Mojžíše, přičemž ho považovali za hinduistické božstvo.
Poté, co bylo prodáno zboží přivezené čínskými koráby a nakoupeny místní produkty, vyplulo loďstvo v dubnu 1407 na zpáteční cestu. Jistý Š’ Ťin-čching obvinil Čchena Cu-i, pána Starého přístavu u Palembangu z protimingskéno spiknutí. Čeng Che Čchena Cu-i v bitvě porazil a zajal, Š' Ťin-čching byl mingským císařem postaven na Čchenovo místo.

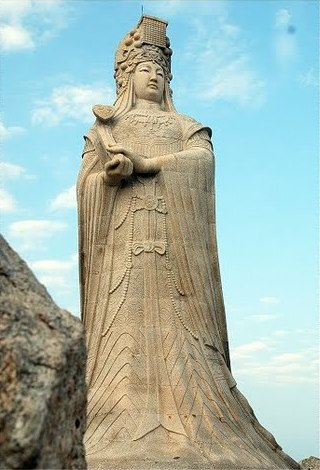
Socha bohyně Ma-cu na ostrově Mej-čou ve Fu-ťienu

V Jihočínském moři zasáhl loďstvo tajfun. Když se zoufalí námořníci modlili o záchranu k ochránkyni námořníků Ma-cu, objevilo se na stožárech lodí čarovné světlo (pravděpodobně Eliášův oheň), načež se moře uklidnilo. Sám Čeng Che považoval záchranu vlastní i loďstva za zázrak, kterým se projevila milost bohyně. Zbytek plavby byl krátký a proběhl bez dalšího dobrodružství.
V kronikách mingské říše se zachoval zápis o popravě Čchena Cu-i a jeho stoupenců v Nankingu (2. října 1407) a vyznamenání Čeng Chea a dalších účastníků výpravy (císařským výnosem z 29. října 1407). Zhruba ve stejnou dobu byli císařem přijati vyslanci z Kalikatu, Kollamu, států severní Sumatry, Malakky a dalších zámořských zemí, které přivezlo Čeng Cheovo loďstvo. V souladu s obyčeji čínské diplomacie, zahraniční návštěvníci představili čínskému císaři produkty svých zemí a byli štědře odměněni mingskými papírovými penězi i měděnými mincemi, za které mohli nakupovat čínské zboží.

### Druhá plavba
Brzy po návratu expedice císař Jung-le přikázal znovu vyplout, tentokrát s úkolem dopravit zahraniční vyslance do jejich domovských zemí. Není jisté, zda se Čeng Che účastnil této výpravy, nebo zda nezůstal v Číně, zaujat řízením oprav chrámu bohyně Ma-cu na jejím domovském fuťienském ostrově Mej-čou. V případě platnosti hypotézy o neúčasti Čeng Chea v plavbě vedli druhou expedici eunuchové Wang Ťing-chung a Chou Sien.
Tehdy (roku 1407) byl v Číně založen Úřad překladatelů (S’-i-kuan, 四夷館, doslova Úřad cizinců čtyř [stran světa]), kde se připravovali tlumočníci do jazyků mnohých asijských národů. Zřízení úřadu podtrhuje význam, který vláda dávala zahraniční politice.
Lodě vypluly na moře koncem roku 1407 nebo začátkem následujícího roku. Přesné údaje o složení loďstva neexistují. Mnozí autoři usuzují, že celkem bylo lodí 68, méně než v předešlé výpravě, se zdůvodněním, že vláda nepovažovala za vhodné posílat s vyslanci velký vojenský doprovod. Nicméně v Pravdivých záznamech éry Jung-le (Tchaj-cung š’-lu) existuje k říjnu 1407 zápis o přestavbě 249 lodí na oceánské koráby. Dreyer logicky předpokládá, že se jedná o přípravu loďstva k plavbě přibližně ve stejné sestavě jako v první výpravě.
V zásadě se druhá plavba držela trasy výpravy předešlé – lodě navštívily Ajutthaju (dnešní Thajsko), Jávu, severní Sumatru, Kóčin a Kalikat. Tato plavba měla spíše politický charakter, Číňané se vměšovali do sporu mezi Ajutthajou a Khmérskou říší a také se účastnili výběru nového zamorina Kalikatu, stal se jím Mana Vikranam.
Zatímco se čínské loďstvo pohybovalo v mořích jihovýchodní a jižní Asie, do Číny roku 1408 připlul brunejský sultán Abdul Madžíd Hassan. Stal se prvním ze všech vládců jihovýchodní Asie, který osobně přicestoval k mingskému dvoru, aby vyjádřil svoji úctu císaři, který o tři roky dříve uznal nezávislost Bruneje na Madžapahitu. Během návštěvy Číny sultán onemocněl a zemřel, pochován byl s královskými poctami u Nankingu, a na jeho počest byla vztyčena stéla na kamenné želvě, jak odpovídalo jeho postavení.

### Třetí plavba

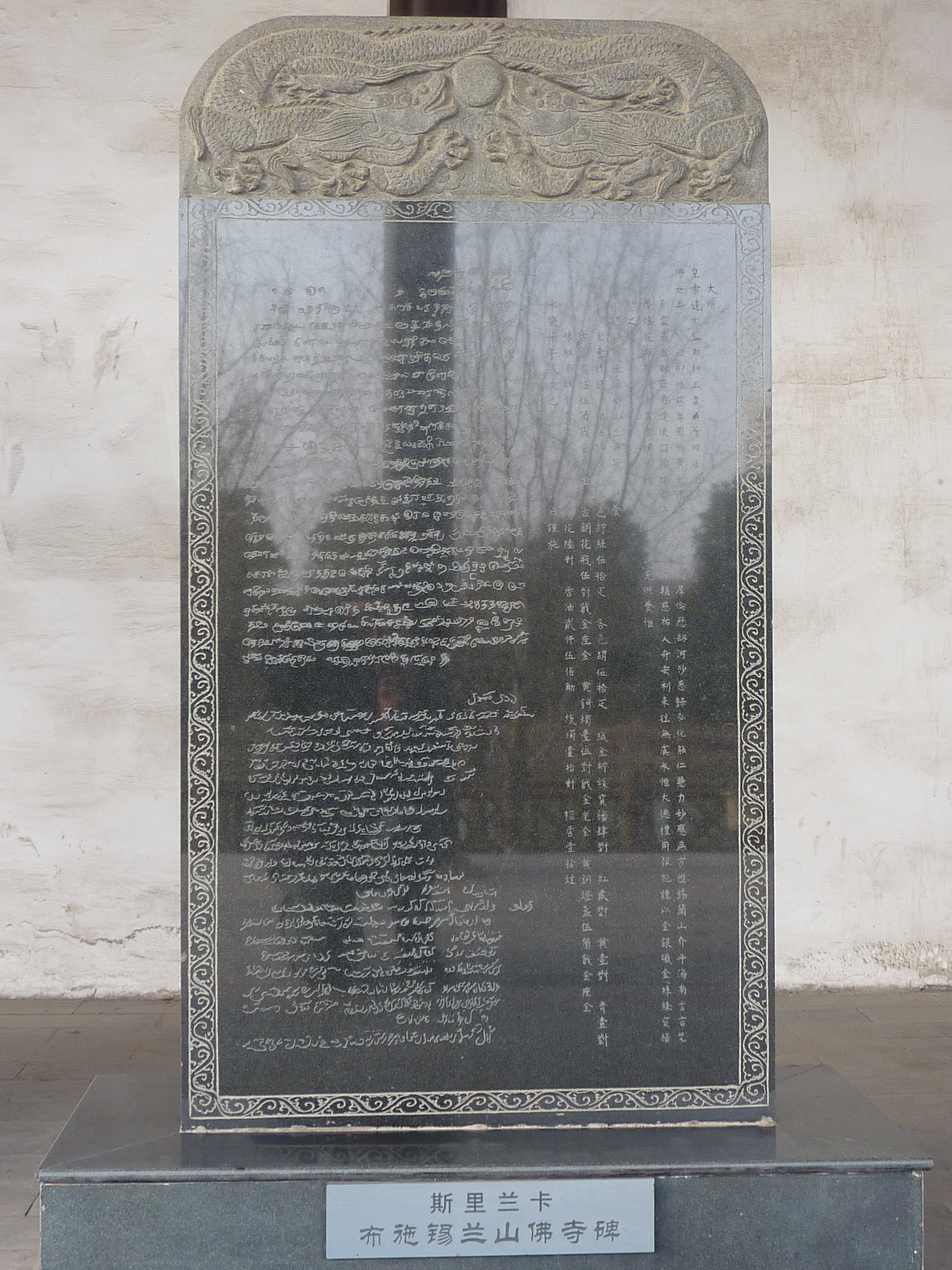
Kopie trojjazyčné stély (v čínštině, tamilštině a perštině) vztyčené Čeng Cheem na Cejlonu

Třetí plavbu zahájil Čeng Che roku 1409. Podle historických záznamů se jí účastnilo 48 lodí. Dreyer ale, jako vždy, konstatuje, že záznamy popisují zmíněná plavidla jako lodě pokladů, tedy velké koráby, a domnívá se, že součástí loďstva bylo i značné množství menších pomocných lodí. Početnost loďstva proto odhaduje na zhruba 250 lodí, přibližně stejně jako v prvních dvou výpravách.
V čele výpravy stanuli společně Čeng Che, Wang Ťing-chung a Chou Sien.
Mezi vojáky, kteří se účastnili expedice byl i Fej Sin (později člen i páté a sedmé výpravy), autor knihy o plavbách čínského loďstva.
Po krátké zastávce v Tchaj-pchingu čínské koráby pluly do Čampy a pak Temaseku (dnešního Singapuru). Další zastávkou byla Malakka. Číňané byli zainteresováni v udržování rovnováhy sil mezi Malakkou, Ajutthajou a Jávou – tato rovnováha garantovala stabilitu a pořádek v oblasti. O několik let dříve (1405) zakladatel malackého sultanátu Paramešvara navštívil říši Ming a dostal od Číňanů pečeť jako symbol uznání nezávislosti jeho sultanátu. Ale při návratu mu pečeť sebrali Ajutthajci, kteří neuznávali samostatnost Malakky. Nyní Čeng Che přivezl Paramešvarovi novou pečeť, čímž demonstroval čínskou podporu suverenity Malakky.
Loďstvo Čeng Chea pokračovalo do severosumaterského sultanátu Samudera Pasai, odkud odpluli k Cejlonu. Zde Číňané vztyčili stélu k poctě Buddhy, Alláha a jednoho z hinduistických božstev, demonstrujíce tak svou úctu k místním zvykům. Kromě toho chrámy všech tří božstev bohatě obdarovali, přičemž dbali na rovnost darů co do množství i hodnoty. Obelisk byl nalezen roku 1911 u města Galle; nyní je umístěn ve Státním muzeu v Kolombu.
Na ostrově se tou dobou v boji o moc svářilo několik skupin – na severu hinduističtí Tamilové, muslimský uzurpátor a nakonec v Kotte zákonný sinhálský buddhistický vládce Vidžaja Bahu VI. V této neklidné době Sinhálci nedůvěřovali cizincům. Jeden z místních vůdců Alakešvara (též Alagakkonara) odmítl čínské požadavky na placení tributu a zakázal vztyčení stély. Vystoupil proti Číňanům silou a po krátkém boji je přinutil ustoupit na lodě.
Loďstvo pokračovalo v cestě do Kollamu, Kóčinu a Kalikatu. Na zpáteční cestě se Čeng Che rozhodl potrestat Sinhálce. Následující události jsou nejasné a dodnes sporné. Lze-li věřit čínským pramenům, Alakešvara požadoval po Číňanech odvedení daně, byl odmítnut a reagoval vysláním trestné expedice o síle 50 tisíc vojáků, kteří admirála Čeng Chea, doprovázeného pouze dvěma tisíci muži, odřízli od pobřeží. Čeng Che pochopil, že cestu k lodím mu odřízly takřka všechny dostupné nepřátelské síly a provedl neočekávaný manévr – zaútočil na hlavní město. Metropoli obsadil a Alakešvaru zajal. Následný návrat na pobřeží proběhl bez problémů. Alakešvara byl odvezen do Nankingu, kde byl omilostněn s odkazem na jeho „nevědomost“, přičemž mu bylo přikázáno odevzdat moc některému z moudřejších následovníků. Žádné další detaily čínské prameny neuvádějí a kvůli jejich nepochopení mocenské struktury ostrova není ani zřejmé koho Čeng Che přivezl do Nankingu – zda Alakešvaru, Vidžaja Bahu VI. nebo oba.
Sinhálské prameny tvrdí, že Čeng Che měl v úmyslu svrhnout vládce Vidžaja Bahu VI. a prohlásit se samostatným vládcem v Kotte. Alakešvara, také plánující svržení vládce, se podle nich spojil s Číňany. Ti Vidžaja Bahu VI. odvezli do Číny, po návratu na Cejlon ho Alakešvara nechal tajně zabít a sám se prohlásil panovníkem.

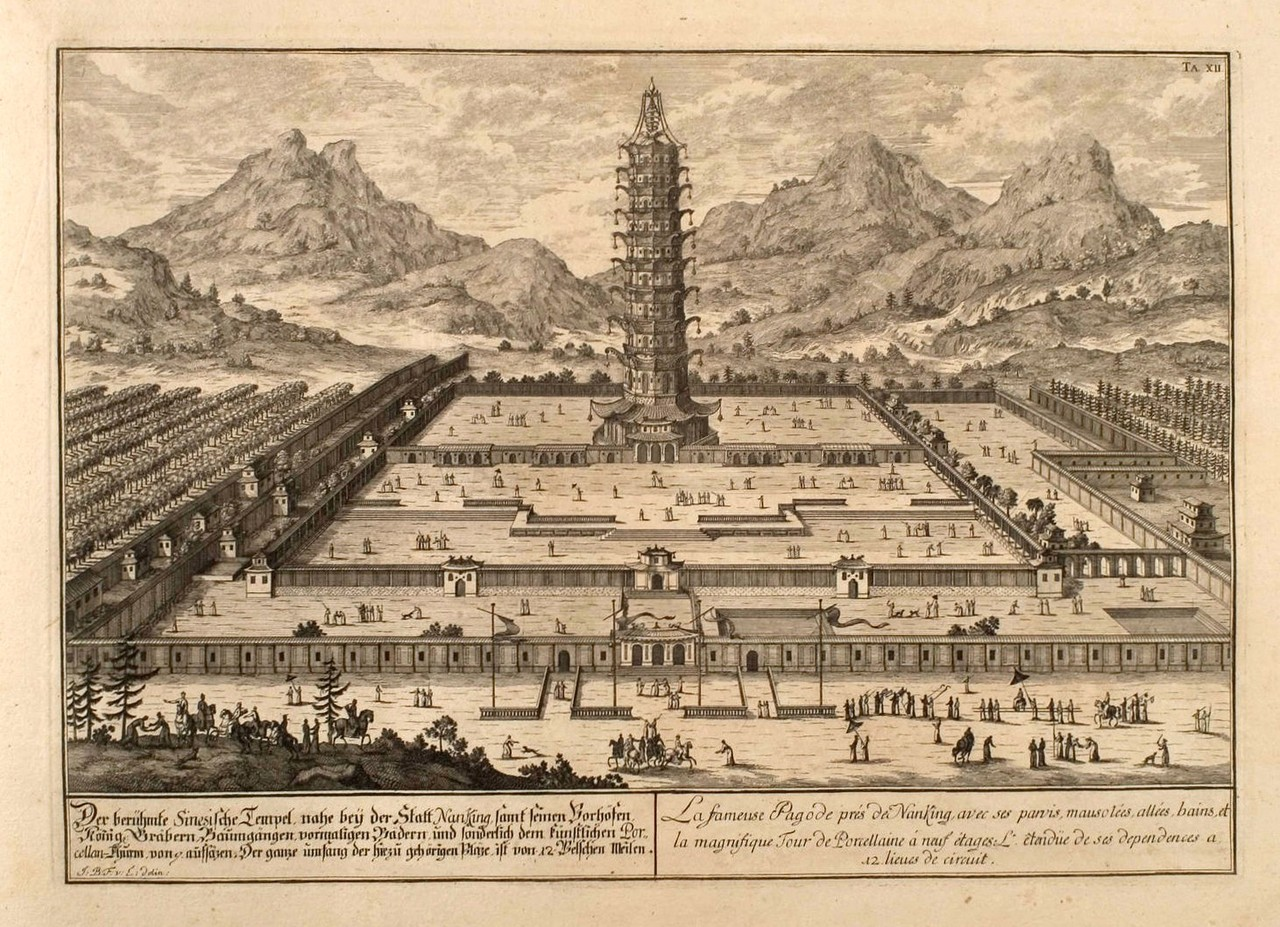
Porcelánová pagoda v Nankingu. Ilustrace rakouského atlasu architektury Johanna Bernharda Fischera, 1721.

Nicméně všechny prameny se shodují, že svatou relikvii opatrovanou na ostrově – Buddhův zub – Číňané odvezli do své vlasti. Čínské prameny mlčí o tom, jak a proč se to stalo. Sinhálci se domnívali, že Číňané si chtěli relikvii přisvojit; což by ale nebylo v souladu s úctou, kterou jinak prokazovali místním vírám. Historikové předpokládají, že král Vidžaja Bahu VI. dobrovolně postoupil relikvii Číňanům, aby tak demonstroval čínskému císaři svůj status suverénního vládce, nebo že chtěl zabránit upadnutí relikvie do rukou Alakešvary. Ať tak, či tak, když se Vidžaja Bahu VI. vrátil na Cejlon, přivezl Buddhův zub s sebou.
Loďstvo se vrátilo do Nankingu v červnu 1411. Roku 1412 za peníze, získané prodejem dovezeného zboží, začala stavba Porcelánové pagody, vysoké téměř 80 metrů. Kolem pagody byly postaveny parky osazené rostlinami a živočichy dovezenými Čeng Cheovými výpravami. Pagoda stála čtyři století, dokud nebyla roku 1856 zničena během povstání tchaj-pchingů.

### Čtvrtá plavba

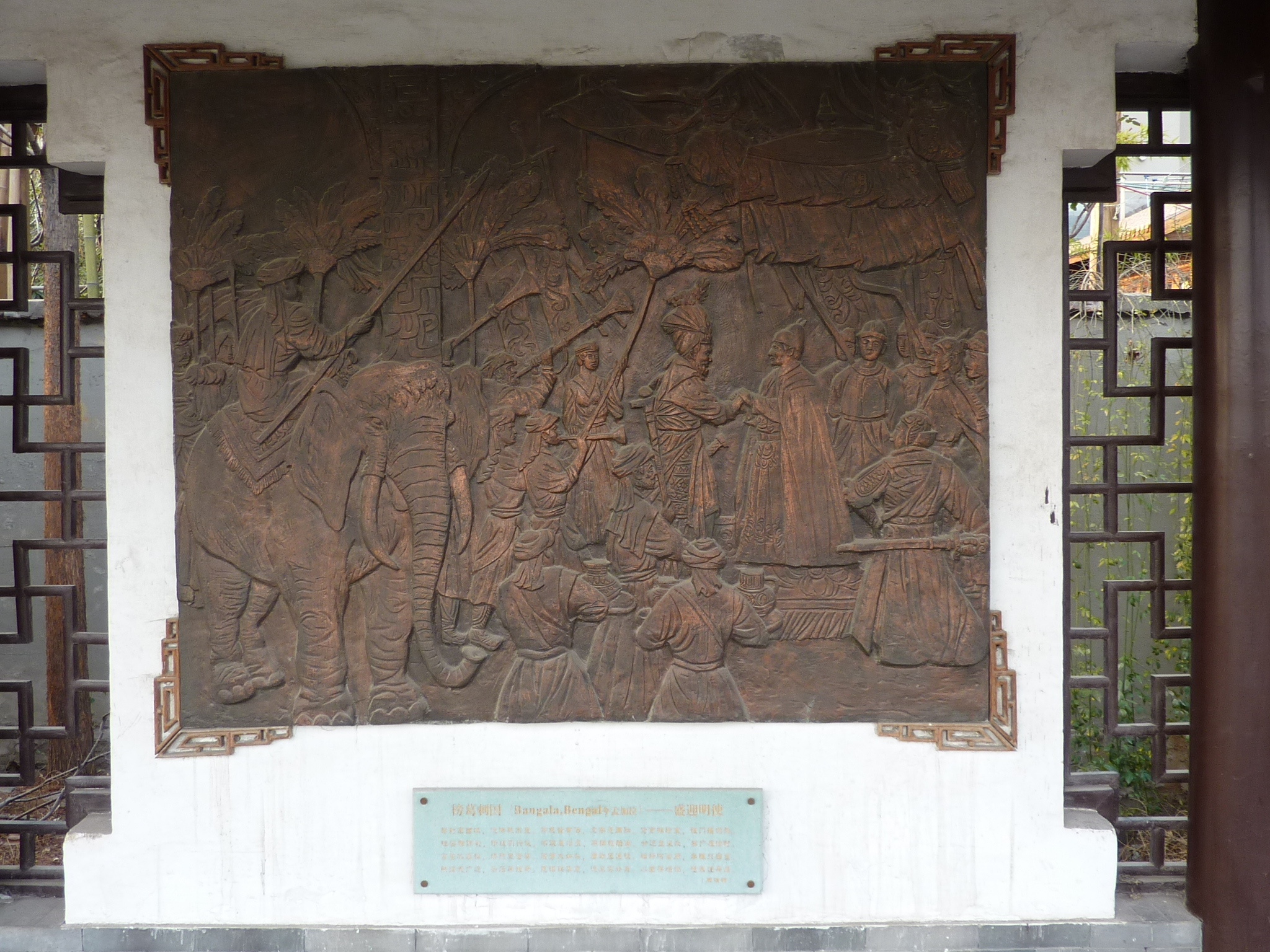
Čínští mořeplavci v Bengálsku. Reliéf v Nankingu.

K momentu začátku čtvrté plavby považoval Jung-le obchodní výměnu s jihovýchodní Asií za dostatečnou, proto přikázal loďstvu vypravit se do Perského zálivu, k břehům Arábie a východní Afriky – na místa Číňanům sice známá, ale dosud systematicky neprobádaná. Podle mínění mnohých autorů se v tomto novém a nemálo ambiciózním projektu projevilo císařovo velikášství.
Nehledě na to, že příkaz k vypravení expedice byl vydán v prosinci 1412, loďstvo Čeng Chea zřejmě z Nankingu vyplulo až na podzim 1413; jako obvykle se zastavilo ve Fu-ťienu a opustilo čínské břehy až v prosinci 1413, nebo lednu 1414. Podle Pravdivých záznamů éry Jung-le se loďstvo skládalo ze 63 korábů s 28 560 lidmi na palubách.
Protože, na rozdíl od předešlých expedic končících v Indii, čtvrtá výprava mířila k břehům Persie a arabských zemí, přibral Čeng Che skupinu čínských muslimů, znalými jazyků a kultury Blízkého východu. Nejznámějším z nich je hlavní tlumočník expedice a znalec arabštiny Ma Chuan, který později napsal knihu, nejzevrubnější dílo z pramenů popisujících plavby Čeng Chea. Před plavbou Čeng Che také navštívil Si-an, jedno z hlavních středisek čínského islámu, a vzal s sebou Hasana (Cha-san, 哈三), imáma tamní Velké mešity ve funkci překladatele a poradce. Jsou známi i další muslimští členové této i následujících Čeng Cheových výprav, například Pchu Che-ž' (蒲和日; také znám jako Pchu Ž’-che, 蒲日和), účastnící se i páté plavby.
Loďstvo postupovalo tradiční cestou do Indie, se zastávkami v Čampě, Jávě, Sumatře, Malajsii, Cejlonu a nakonec v Indii a Maledivách. Část loďstva, pod velením eunucha Jang Mina (杨敏), se oddělila a vypravila se do Bengálska.

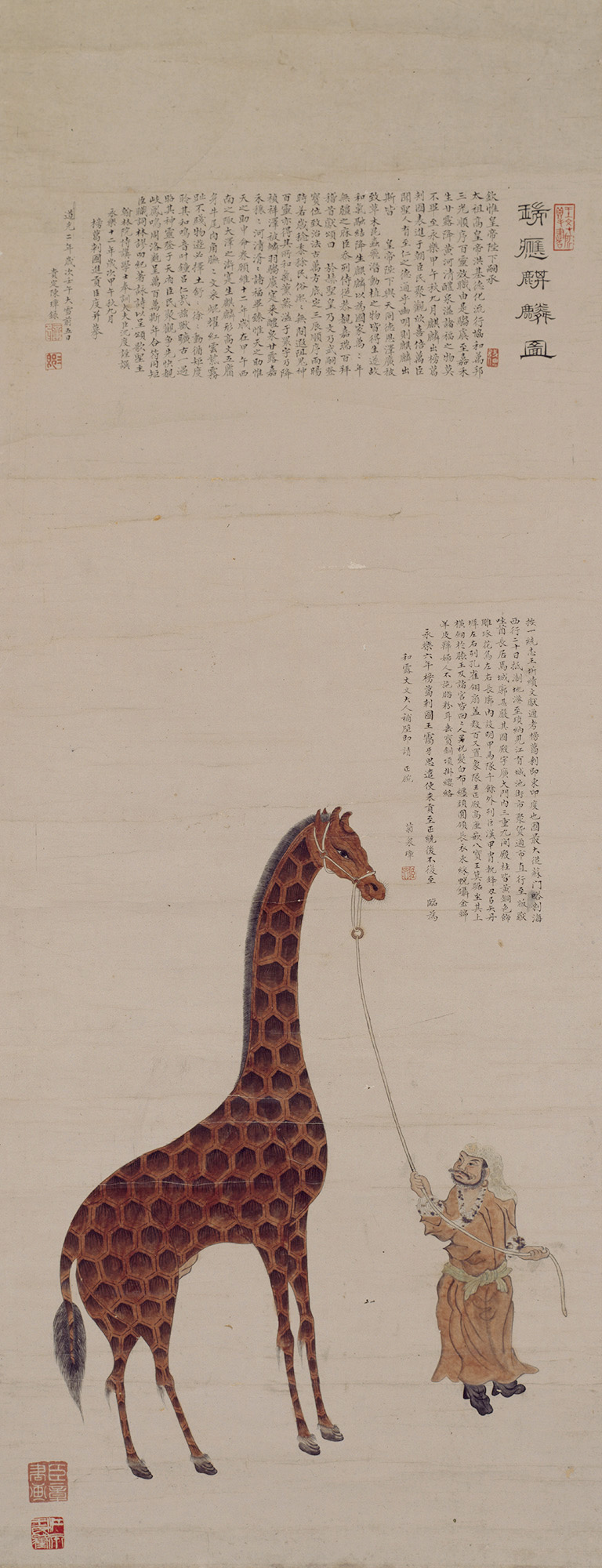
Žirafa přivezená Čeng Cheem do Číny

Od maledivských ostrovů loďstvo zamířilo do Hormuzu – ostrovního městského státu, který udivil Číňany svým bohatstvím. Tam se admirál setkal s vyslanci afrických států a přesvědčil je, aby se nalodili na jeho koráby a předali uctivé dopisy císaři Jung-lemu.
Tou dobou (1414) se eskadra pod velením Jang Mina vrátila do Číny, přičemž s ní přicestoval sultán Bengálska Saifuddin Hamza Šah. Panovník přivezl pro mingského císaře exotický dar – žirafu (kterou Bengálci pravděpodobně získali z východoafrického Malindi). Číňané považovali žirafu za čchi-lina – legendárního tvora, objevujícího se pouze ve šťastných a mírových dobách. Císař uznal žirafu za božské znamení, dokazující, že Nebesa i bohové příznivě shlíží na jeho vládu. Řada dvořanů, včetně Jang Mina, začala vychvalovat císaře, kterému se dostalo tak jasné znamení přízně Nebes, ale polichocený císař raději odpověděl, že hlavní zásluhy má jeho předchůdce Chung-wu. Kromě čchi-lina expedice přivezly do Číny také jiná exotická zvířata, „nebeské koně“ (zebry) a „nebeské jeleny“ (antilopy).
Při obvyklé návštěvě sultanátu Samudera Pasai na severu Sumatry, patrně na zpáteční cestě z Hormuzu do Číny, se Čeng Che a jeho lidé vmísili do boje mezi sultánem Zajn al-Abidínem a jeho soupeřem Sekanderem. Číňané přivezli jménem císaře dary Zajn al-Abidínovi, ale ne Sekanderovi, který s hněvem Číňany napadl. Čeng Che dokázal obrátit situaci ve svůj prospěch, když rozbil Sekanderovo vojsko, jeho samotného zajal a odvezl do Číny.
V létě 1415 se Čeng Che s hlavní částí loďstva vrátil do Číny, přičemž do Nankingu přivezl zajatého Sekandera, kterého císař přikázal popravit. Vyslanci z Malindi, kteří připluli s Čeng Cheem, také s sebou přivezli žirafu. Ministr rituálů okamžitě požádal císaře o schválení zvláštních oslav u příležitosti objevení se druhého čchi-lina, ale císař i tentokrát odmítl.

### Pátá plavba

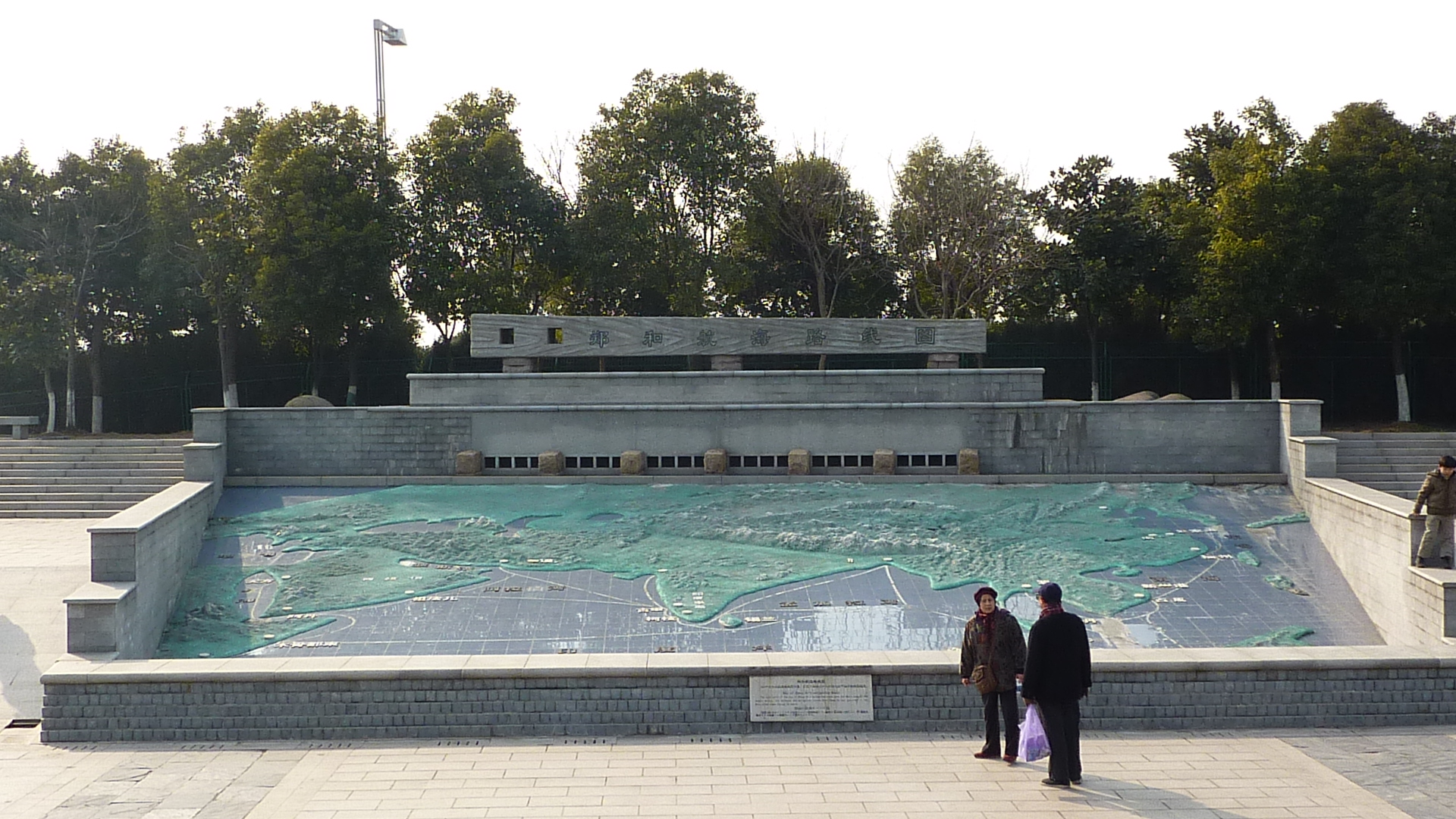
Basreliéf – mapa plaveb Čeng Chea. Park v loděnicích lodí pokladů, Nanking.

Příkaz k přípravě nové expedice vydal císař 28. prosince 1416. Admirál Čeng Che měl znovu za úkol dopravit zámořské vyslance do jejich domovských zemí a dál plout k africkému pobřeží, s úkolem navázat obchodní vztahy s tamějšími státy. Kromě toho měl za úkol přivézt státní pečeť (což symbolizovalo čínské uznání a podporu) panovníkovi Kóčinu, aby tak podpořil rovnováhu sil mezi Kóčinem a Kalikatem, konkurenčním obchodním centrem malabárského pobřeží.
Loďstvo se zdrželo v Čchüan-čou, kde naložilo náklad porcelánu, a na podzim 1417 vyplulo na otevřené moře. Pohybovalo se po přibližně stejné trase jako v předešlých výpravách – Čampa, Jáva, Palembang a Samudera Pasai na Sumatře, Pahang a Malakka v Malajsii, potom Cejlon, Maledivy, Kóčin a Kalikat v Indii. Číňané znovu navštívili Hormuz a poprvé připluli do Adenu, jehož moc se prostírala na celém jihu Arabského poloostrova až k Mekce. Adenský sultán al-Malik an-Násir Salláh-ad-dín Ahmad z dynastie Rasúlovců Číňany přijal pohostinně, snad s nadějí na spojenectví proti mamlúckému Egyptu, s kterým vedl boj o, pro muslimy svatá, města Mekku a Medínu.
Z Adenu čínské koráby zamířily na jih, poprvé dorazivši k africkému pobřeží. S nimi se do vlasti vrátili vyslanci z Mogadiša, Barawy a Malindi. Obyvatelstvo východoafrického pobřeží bylo smíšené, pocházející ze sňatků mezi příchozími obchodníky (Afričany, Araby, Peršany a Indy) s místními domorodci a mluvilo svahilsky. Strádajíce častými nájezdy, přijalo Čeng Cheovo loďstvo dost nepřátelsky, což mu u Fej Sina vyneslo nálepku „rebelů“.
O tom, co se stalo ve městě nazvaném Číňany La-sa (ležícím podle názorů historiků buď v Somálsku, nebo v jižním Jemenu), jsou informace nejasné. V románu Luo Mao-tenga Čeng Che přikázal ostřelování města katapulty nebo děly, umístěnými na obléhacích věžích, dokud se obyvatelé nevzdali. Nicméně tato informace u většiny historiků nevzbuzuje důvěru: přestože Lou Mao-teng ve své práci využíval zápisky jednoho z důstojníků Čeng Chea (Kung Čenga), je třeba připomenout, že jde o román s fantastickými prvky a popis střetnutí odporuje obvyklé politice Čeng Chea. Navíc, jak poznamenává Dreyer, v poušti není dřevo, ze kterého by Číňané mohli stavět popisované obléhací věže.
Loďstvo Čeng Chea se vrátilo do Číny 15. července 1419. Přibyvší vyslanci zámořských států vyvolali svým exotickým zjevem velký zájem dvora. Přivezli s sebou také ještě jednoho čchi-lina (žirafu).

### Šestá plavba

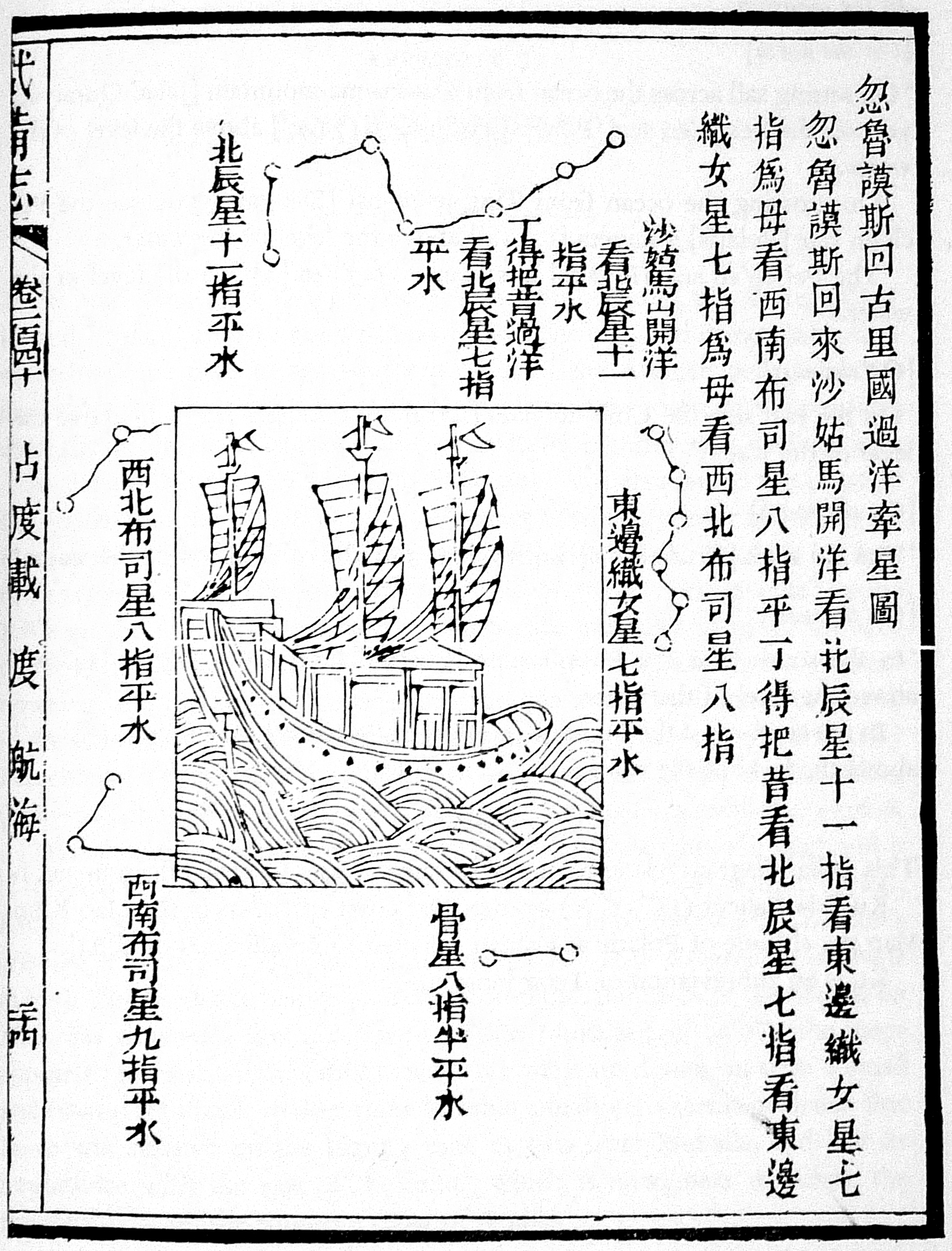
Fragment mapy z čínské vojenské encyklopedie Wu-pej č’ z roku 1628 založené na zápiscích Čeng Cheových námořníků a objasňující navigaci podle hvězd při plavbě z Hormuzu do Kalikatu

Historické údaje o šesté plavbě loďstva Čeng Chea jsou velmi skrovné a umožňují různé výklady, dokonce i co se týče načasování plavby. Na jedné straně, Pravdivé záznamy éry Jung-le uvádějí k 3. březnu 1421, že velvyslanci cizích zemí byli obdarováni císařem (také papírovými penězi, za které si mohli koupit čínské zboží), a Čeng Che a jeho kolegové dostali příkaz odvézt je do jejich zemí. Na druhou stranu, tytéž záznamy se ke 14. květnu zmiňují o zastavení plaveb lodí pokladů (a také o zastavení obchodní výměny s národy za severní a západní hranicí Číny).
Nejasnost pramenů se promítá do rozporných mínění historiků o době, kdy začala šestá plavba. Na jedné straně je rozumné předpokládat, že příkaz o přerušení námořních expedic nezabránil šesté výpravě, protože k 14. květnu 1421 už bylo loďstvo na moři; to by dalo expedici dostatečný čas na splnění úkolu a návrat do Číny 3. září 1422, kdy je v Pravdivých záznamech poznámka o návratu Čeng Chea. Na druhou stranu, čínské lodě zpravidla odplouvaly od fuťienských břehů na otevřené moře v pozdním podzimu nebo zimě, s příznivým zimním monzunem. Navíc se v knize Kung Čenga, Čeng Cheova spolupracovníka, připomíná císařský výnos o vyslání expedice datovaný 10. listopadu 1421; na základě toho nizozemský sinolog Duyvendak předpokládal, že se Čeng Che tou dobou ještě zdržoval v Číně.
Levanthesová řeší chronologické problémy předpokladem, že se loďstvo rozdělilo už v Samudře-Pasaji na Sumatře; další eunuch, Čou Man, vedl velkou část loďstva do Adenu a Afriky a sám Čeng Che se vrátil do Číny už v listopadu 1421, přičemž se mohl účastnil oslav přenosu hlavního města do Pekingu a zahájení provozu tamějšího Zakázaného města. Podle jiného názoru, i kdyby se loďstvo v Samudře-Pasaji rozdělilo na tři eskadry, všechny dopluly alespoň do Indie. V každém případě, eskadra Čou Mana doplula do Adenu a pravděpodobně i dalších přístavů v Arábii a Africe.

### Plavba Čeng Chea do Palembangu roku 1424
Pravdivé záznamy éry Jung-le a následně i Dějiny Mingů uvádějí, že roku 1424 byl Čeng Che vyslán do sumaterského Palembangu. Číňan Š’ Ťin-čching spravující Starý přístav totiž zemřel a císař Jung-le povolil jeho synovi zaujmout pozici otce. Když se admirál vrátil do Číny, zjistil, že i císař mezitím zemřel.
Jelikož tyto prameny chybně sjednocují druhou a třetí plavbu Čeng Cheova loďstva do Indického oceánu, tuto poměrně krátkou výpravu roku 1424 chápou jako šestou plavbu (aby dosáhly „správného“ počtu sedmi plaveb). Protože zdroje považované historiky za důvěryhodnější, především nápisy na stélách, vztyčených samotným admirálem v Liou-ťia-kangu a Tchaj-pchingu, nezahrnují tuto výpravu mezi sedm plaveb uskutečněných loďstvem Čeng Chea, existují mezi historiky různá mínění na to, plul-li Čeng Che roku 1424 někam nebo ne. Duyvendak, který publikoval texty stél, tvrdil, že dokazují, že se žádná plavba roku 1424 nekonala. Dreyer naproti tomu usuzuje, že se rutinní cesta na Sumatru jistě stala, ale obvykle nebyla počítaná mezi sedm velkých plaveb do Západního oceánu, i v souvislosti s jejím mnohem menším rozsahem. Podle Hok-lam Chana se sice Čeng Che připravoval na cestu, ale po smrti císaře Jung-leho byl úkol přidělen jinému vyslanci.

### Dočasné přerušení plaveb
Nehledě na to, že v té době Čína nesporně dominovala Jihočínskému moři a velké části Indického oceánu, z mnohých důvodů padlo rozhodnutí ukončit velké plavby lodí pokladů. Už Pravdivé záznamy éry Jung-le připomínají k 14. květnu 1421 rozhodnutí přerušit jak plavby lodí pokladů, tak nákup koní a dalšího zboží od národů za severní a západní hranicí Číny.
Důležitým faktorem v zastavení výprav už roku 1421 byly vysoké náklady na vybavení loďstva, tíživé vzhledem k velmi vysokým výdajům na současně probíhající válku ve Vietnamu, boje s Mongoly a dlouholetou výstavbu Pekingu, včetně Zakázaného města. Kromě rad finančních expertů císař Jung-le reagoval i na znamení shůry – požár v právě dostavěném Zakázaném městě (9. května 1421) způsobený bleskem. Požár byl vnímán jako příznak císařovy ztráty mandátu Nebes, ukazující císařovi na nezbytnost změn politiky.
Po smrti císaře Jung-le 12. srpna 1424 nastoupil na trůn jeho starší syn Chung-si. Vlády se oficiálně ujal 7. září 1424 a týž den nahradil starší výnos o dočasném přerušení plaveb rozhodnutím o stálém zákazu zámořských expedic:
| „                        | Všechny plavby lodí pokladů se zastavují. Všechny lodě kotvící v přístavu Liou-ťia-kang se musí vrátit do Nankingu, všechno zboží nacházející se na palubě se vrátí do státních skladů, kde bude nadále uloženo. Jestli se jakékoliv zahraniční delegace bude chtít vrátit domů, bude jí poskytnut nevelký doprovod. Čínští úředníci, nalézající se nyní v zahraničí, se musí vrátit do hlavního města… ti, co dříve dostali příkaz připravit se k vyplutí na moře, se musí neprodleně rozejít do svých domovů. (…) Výstavba a opravy lodí pokladů se okamžitě ukončují. Dodávky „železného dřeva“ nechť nepřevyšují objem určený v éře Chung-wu. Výběr dodatečných daní se okamžitě ruší. Ukončují se všechny státní nákupy pro potřeby expedic do zahraniční (kromě těch, které už jsou doručeny do státních skladů), a také odlévání měděných mincí, nákup pižma, mědi a surového hedvábí… všichni, kdo se zabývali nákupem výše uvedeného zboží se neprodleně vrátí do hlavního města. | “ |
| — Chung-si, 7. září 1424 | |   |

Současně nový císař zastavil i další obchodní operace na okrajích říše, totiž výměnu čaje za koně s Mongoly a státní nákupy v provinciích Jün-nan a Ťiao-č’.
Změna dočasného přerušení plaveb na jejich úplné zrušení za vlády Chung-siho měla jak objektivní, tak subjektivní příčiny. Finanční situace říše se v posledních letech vlády Jung-leho zhoršovala; mingské papírové peníze ztrácely hodnotu. Samotný Chung-si nepovažoval za prioritní gigantické projekty charakteristické pro vládu Jung-leho, ale zmenšení daňového břemene rolnictva. Propustil z vězení úředníky svého otce, kteří protestovali proti nákladným podnikům éry Jung-le, zejména bývalého ministra financí Sia Jüan-ťi, který byl roku 1421 uvězněn, když odmítl poskytnout finance pro šestou expedici Čeng Chea.
Pro císařskou Čínu, včetně říše Ming, byl typický boj o moc mezi konfuciánsky vzdělanými úředníky a eunuchy. Ještě jako princ se Chung-si obklopil konfuciánskými vzdělanci a převzal jejich názor, že stabilita a rozkvět říše jsou založeny na zemědělství a vyrovnaném státním rozpočtu, zatímco ambiciózní zahraničněpolitické kampaně jsou škodlivé.
Navíc obnovení provozu Velkého kanálu roku 1415 učinilo nepotřebným využívání námořní cesty pro dopravu zásob potravin a zboží z povodí Jang-c’-ťiang do severní Číny, což přineslo úpadek stavby lodí schopných plavby na moři.
Nehledě na politiku císaře Chung-si, zaměřenou na zmenšení vlivu eunuchů, byl Čeng Che, odvolaný z velení nad loďstvem, jmenován do důležité a čestné funkce velitele vojsk v Nankingu a okolí. Funkce získala na významu poté, co císař ohlásil záměr přesunout hlavní město z Pekingu zpátky do Nankingu. Po zbytek vlády Chung-siho (císař zemřel 29. května 1425) Čeng Che dozíral zejména na dokončení stavby Porcelánové pagody a renovaci císařských paláců v Nankingu.

### Sedmá plavba

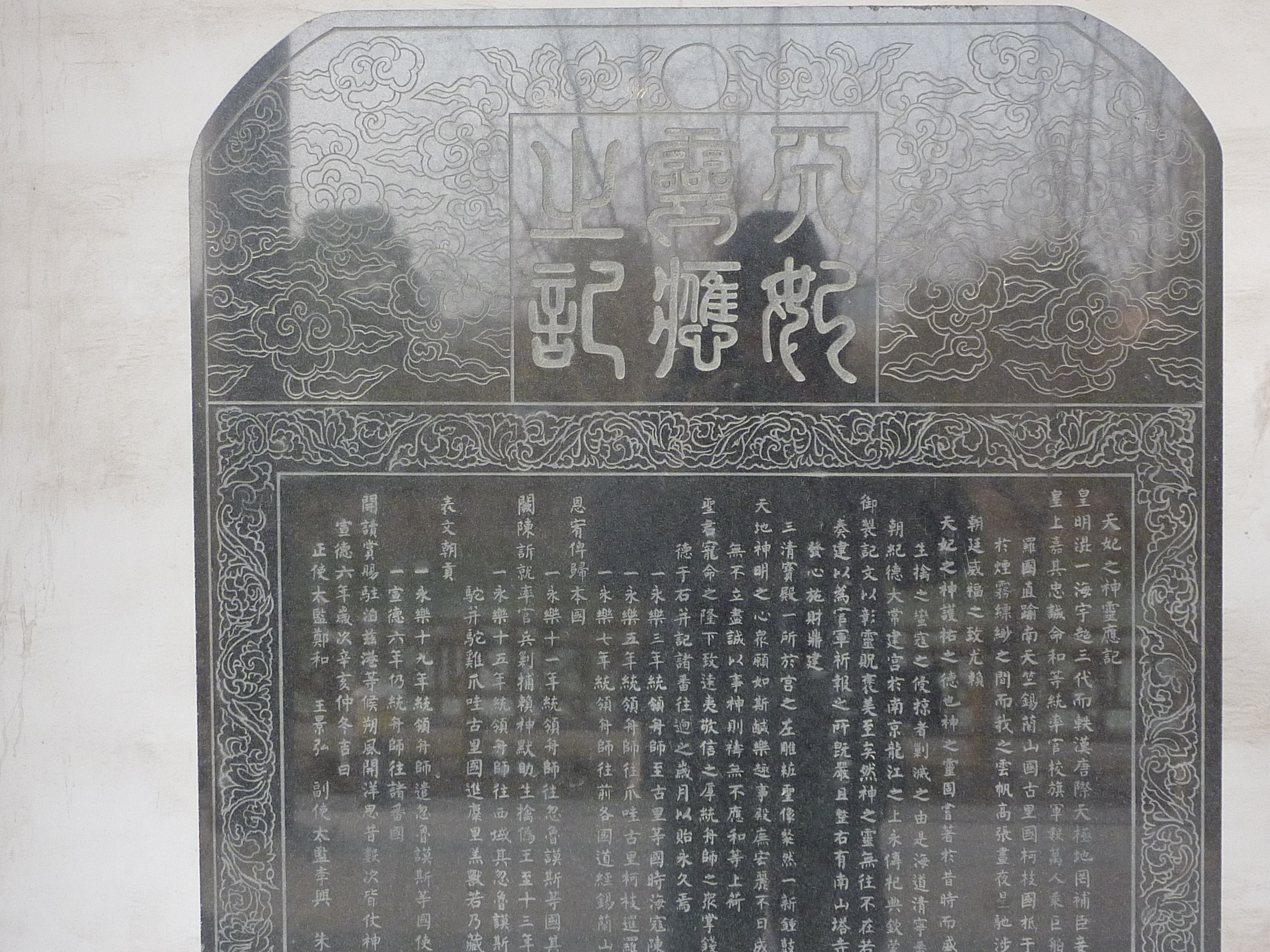
Horní část stély Čeng Chea v Liou-ťia-kangu (současná kopie)

Císař Chung-si zemřel po devíti měsících vlády, po něm nastoupil na trůn jeho nejstarší syn Süan-te. Nový císař následoval částečně politiku svého děda, částečně otce. Podporoval konfuciánské úředníky, ale obklopil se i mnohými eunuchy. Stejně jako jeho otec, i Süan-te se snažil bránit růstu daní. Skončil válku ve Vietnamu, přičemž vůdce vietnamských rebelů Lê Lợi uznal za legitimního vládce Vietnamu, a snažil se nezaplétat do nových válek.
Současně, stejně jako jeho děd, usiloval o posílení mezinárodní prestiže mingské říše. Zneklidnilo ho, že počet zahraničních vyslanců přinášejících tribut výrazně klesl a autorita říše Ming v zahraničí zeslábla. Proto 29. června 1430, brzy po smrti Sia Jüan-ťiho, předního protivníka zámořských výprav, přikázal začít připravovat novou expedici, vedenou zkušenými eunuchy-mořeplavci Čeng Cheem a Wang Ťing-chungem.
Kvůli šestileté přestávce mezi výpravami příprava trvala delší dobu. Přesné údaje o sestavě loďstva se nedochovaly, ale podle rozšířeného mínění tentokrát na moře vyplulo 300 lodí – mnohem více, než při předešlých výpravách. Dreyer nicméně předpokládá, že sestava loďstva byla zhruba taková jako v předešlých výpravách, kterých se podle jeho mínění účastnilo kolem 250 lodí.
Základním cílem expedice bylo udržování míru mezi zámořskými zeměmi uznávajícími svrchovanost mingské říše. Samy názvy lodí dostatečně jasně svědčí o této politice: Dokonalá harmonie, Věčný klid, Příjemný odpočinek.
Na rozdíl od prvních šesti výprav se dochovaly detailní údaje o trase i době sedmé plavby. To vše díky neznámému účastníku plavby, jehož zápisky nazvané Sia-si-jang (下西洋, [Výprava] Do Západního oceánu) se dochovaly ve sborníku Čchien-wen-ťi (前闻记, Zápisky o slyšeném) Ču Jün-minga (1460–1526); informace o této výpravě je i v knihách Ma Chuana a Fej Sina. Zachovaly se i dvě pamětní stély vztyčené Čeng Cheem zmiňující se o expedici: jedna v Liou-ťia-kangu v ústí Jang-c’-ťiang, druhá v Tchaj-pchingu v ústí řeky Min-ťiang; je na nich vytesán krátký přehled prvních šesti výprav a plány sedmé.
Loďstvo vyplulo z Nankingu 19. ledna 1431 a 3. února připlulo do Liou-ťia-kangu, kde byla 14. března vztyčena první stéla, která vyprávěla o vypravení loďstva do zámořských zemí, majícího mezi tamní obyvatele rozšířit císařské výnosy. 8. dubna 1431 loďstvo připlulo do Tchaj-pchingu, kde strávilo zbytek roku. Čekání využilo k doplnění zásob i posádky a také k završení staveb chrámů zasvěcených ochránkyni námořníků – bohyni Ma-cu (také nazývané Tchien-fej, Nebeská manželka). V prosinci 1431 nebo prvních dnech ledna 1432 byla v Tchaj-pchingu vztyčena druhá stéla, na které Čeng Che připomněl, že loďstvo čeká na příznivý vítr (to jest zimní monzun) a prosil bohyni o pomoc. Až 12. ledna loďstvo opustilo Čínu.
Loďstvo připlulo do Quy Nhon v Čampě 27. ledna 1432. Tento údaj nám umožňuje určit průměrnou rychlost loďstva v příznivých podmínkách stálého větru, zimního monzunu, na 2,5 uzlů (totiž 610 námořních mil z Tchaj-pchingu do Quy Nhon za 15 dní).
Loďstvo odplulo z Quy Nhonu 15. února a do Surabaye na Jávě připlulo 7. března 1432 (což dává průměrnou rychlost 1,2 uzlů). Na Jávě Číňané strávili několik měsíců; 13. července lodě opustily Surabayu a 24. července dospěli do Palembangu na Sumatře (opět s rychlostí 2,5 uzlu). Není s jistotou známo, zda loďstvo plulo po řece Musi až do samotného Palembangu, ale Dreyer předpokládá, že nejspíš ano.
Z Palembangu loďstvo odplulo 27. července, v Malakce se objevilo 3. srpna. Poté následovala přeplavba do Samudery Pasai (2. – 12. září; rychlost 1,2 uzlu), která byla obvyklým místem shromáždění lodí před překonáním Bengálského zálivu. Přeplavba zálivu byla nejnebezpečnější částí cesty – daleko od pevniny a v méně předvídatelném počasí, než ve vodách čínským námořníkům důvěrně známým. Loďstvo dorazilo do Beruwaly na západním pobřeží Cejlonu za 26 dní (2. – 28. listopadu 1432; průměrnou rychlostí 1,5 uzlu, která ale zahrnovala zastávku na Nikobarských ostrovech).
Plavba z Beruwaly do Kalikatu zabrala 8 dní (2. – 10. prosince 1432; rychlostí 1,8 uzlu).
Ještě dalších 34 dní potřebovali čínští námořníci k překonání Arabského moře z Kalikatu do Hormuzu (14. prosince 1432 – 17. ledna 1433). Tím výprava, popsaná v hlavním pramenu (Sia-si-jang) končila; podle jeho autora 9. března 1433 loďstvo vyplulo z Hormuzu na zpáteční cestu. Z Hormuzu se loďstvo vrátilo do Číny poněkud kratší trasou, bez zastávek v Beruwale, Palembangu, Jávě, a dokonce ani v Tchaj-pchingu. Do Liou-ťia-kangu dorazilo už 7. července 1433 a do Nankingu 22. července.
Nicméně další prameny, zejména Dějiny Mingů, zaznamenávají, že vyslanci císaře Süan-te navštívili nejenom 8 zemí vypočítaných v Sia-si-jang, ale i 17 dalších států. Přestože význam některých jmen uvedených v Dějinách Mingů je stále předmětem diskuzí mezi historiky (např. je uvažováno o ztotožnění Ganbali s Koimbaturem v jižní Indii, ležícím ale ve značné vzdálenosti od moře), většina z nich se vztahuje k pobřeží Arabského moře v Arábii a Africe, jako Aden v Jemenu, nebo Mogadišu v Somálsku. Domnívají se, že tyto oblasti mohly být navštíveny eskadrou v Kalikatu se oddělivší od hlavního loďstva (jehož trasa je zdokumentována v Sia-si-jang). Podobnou eskadrou bylo navštíveno Bengálsko. Podle Dreyerovy rekonstrukce to byla jedna a ta samá eskadra pod velením eunucha Chung Paa. Tato eskadra se oddělila od hlavního loďstva už v čampském Quy Nhon, nebo v Semudře a po návštěvě Bengálska roku 1432 (kterou popsal v ní přítomný Ma Chuan) dorazila do Kalikatu. Ma Chuan tehdy ostatní opustil se zvláštním úkolem, a eskadra Chung Paa se vypravila k arabským a africkým břehům Arabského moře, Rudé moře však nenavštívila.
Moderní biografie Čeng Chea (Levathesové a Dreyera) se nesnaží upřesnit, do jakých bengálských přístavů připluly lodě Chung Paoa. Nicméně podle mínění jiných historiků (např. Mansela Damese) Číňané navštívili alespoň Sunargaon a tehdejší dočasné hlavní město Bengálska Panduu a také, podle zápisků Fej Sina, přístav Čattagrám.
Jednou z nejzajímavějších epizod sedmé plavby byla cesta skupiny Číňanů do svatých muslimských měst Mekky a Medíny. Jak ve své knize vypráví překladatel Ma Chuan, eunuch Chung Pao během svého pobytu v Kalikatu poslal sedm členů svého osobního doprovodu, včetně samotného Ma Chuana, do země Mo-čchie (Mekky) na „lodi té země“ (tj. kalikatské), která v tu dobu plula do Rudého moře. Podrobný popis putování do Mekky a Medíny, po moři do Džiddy a dále po souši přes poušť, a tamních muslimských svatyní zaujímá poslední kapitolu Ma Chuanovy knihy. Mekka se stala známou čínským čtenářům jako Tchien-fang (天方, doslova Nebeská krychle), na počest její hlavní svatyně – Ka’by. Vyprávění ale obsahuje řadu zjevných chyb: cesta z Mekky do Medíny v něm trvá jen jeden den (a ne kolem deseti dní, jak reálně pochodovaly karavany), vchod do Ka’by je prý ozdoben dvěma kamennými lvy, ačkoli sochy živých zvířat jsou v islámu tradičně zakázané. Proto je možné, že Ma Chuan v Mekce nebyl a svou zprávu sepsal podle vyprávění třetích osob.
Sám Čeng Che, zdá se, nemohl podniknout pouť do Mekky, a pomodlit se na svatých místech, protože událost tak důležitou pro každého muslima by určitě prameny neopomenuly. Podle domněnky Levathesové Čeng Che tentokrát nedorazil ani do Hormuzu, ale kvůli špatnému zdraví zůstal v Kalikatu, stejně jako Ma Chuan.
Zámořští vyslanci, které přivezlo loďstvo, nebo kteří sami připluli z Malakky a Sumatry, byli přijati císařem v září 1433, přičemž mezi přivezenými dary bylo ještě pět čchi-linů (žiraf). Císaře potěšila obnova námořního obchodu, ale nevyužil ji, protože roku 1435 po krátké nemoci zemřel.

## Nejvzdálenější místa dosažená vIndickém oceánu

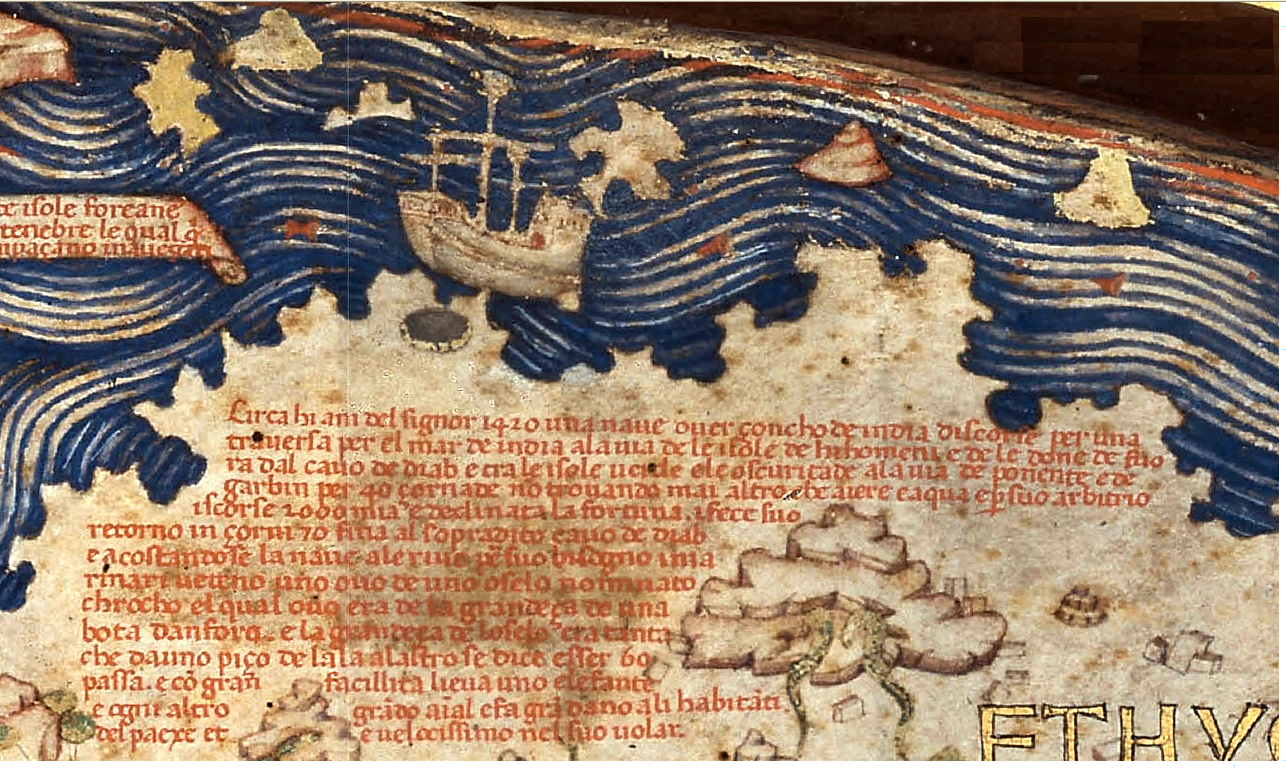
Fragment mapy otce Maura s „indickou“ džunkou

Skrovné údaje o Čeng Cheových expedicích umožňují různé výklady, a proto ani na otázku, kam nejdále Číňané dopluli, neexistuje jednotná odpověď. Návštěva Malindi v dnešní Keni je historiky všeobecně přijímána. Ovšem E. Dreyer ostražitě poznamenává, že v mingských zdrojích je tento přístav popsán velmi stručně ve srovnání s obsáhlými popisy somálských a arabských měst. Proto připouští, že Číňané do Malindi nedopluli, ale pouze vzali na palubu malindijské vyslance v nějakém severnějším přístavu. Na druhé straně, existuje možnost, že přístav Ma-lin-ti (麻林地) z Mao Kuanovy mapy není Malindi, ale Kilwa Kisiwani dále na jihu v Tanzanii. Podle této verze je Ma-lin-ti země (ti) dynastie Mahdali (Ma-lin), vládnoucí v Kilwě.
Podle poznámek na Mao Kchunově mapě byl nejvzdálenějším bodem dosaženým mingským loďstvem Cha-pu-er (哈甫儿); kvůli silným bouřím loďstvo nemohlo plout dále. Na mapě Cha-pu-er vyznačen není, snad ležel někde na pobřeží jihoafrického Natalu. Podle amerického historika Chang Kuei-Shenga je Cha-pu-er totožný s ostrovem podobného názvu uvedeným na mapě Ču S’-pena z roku 1320 jihozápadně od afrického pobřeží; a možná jde o souostroví Kergueleny nacházející se daleko na jihu Indického oceánu.
V textu na mapě otce Maura jsou dva nejasné odstavce, ze kterých lze soudit, že snad čínská loď – možná z Čeng Cheova loďstva – přeplula Indický oceán a dosáhla Střelkového mysu. Text umístěný poblíž Mysu Diab (tak je na mapě nazván jižní cíp Afriky) říká:
| „ | Roku 1420 nějaká loď nebo indická džunka překonala Indický oceán na cestě k ostrovům Mužů a Žen, za mysem Diab, proplula přes Zelené ostrovy a Moře tmy. Pluli 40 dní na západ a jihozápad nenacházejíce ničeho, kromě vzduchu a vody. Podle jejich výpočtů, urazili na 2000 mil. Potom se podmínky zlepšily a za 70 dní se vrátili k výše vzpomenutému mysu Diab. Když se námořníkům podařilo přistát na břehu, našli tam vejce ptáka Noha, veliké jako tlustší část amfory; sám pták byl natolik veliký, že od konce jednoho křídla ke konci druhého bylo 60 kroků. tento pták, který může lehce unést slona, nebo jakéhokoliv jiného živočicha, způsobuje velké škody obyvatelům oné země a létá mimořádně rychle. | “ |

## Čína a moře po výpravách Čeng Chea

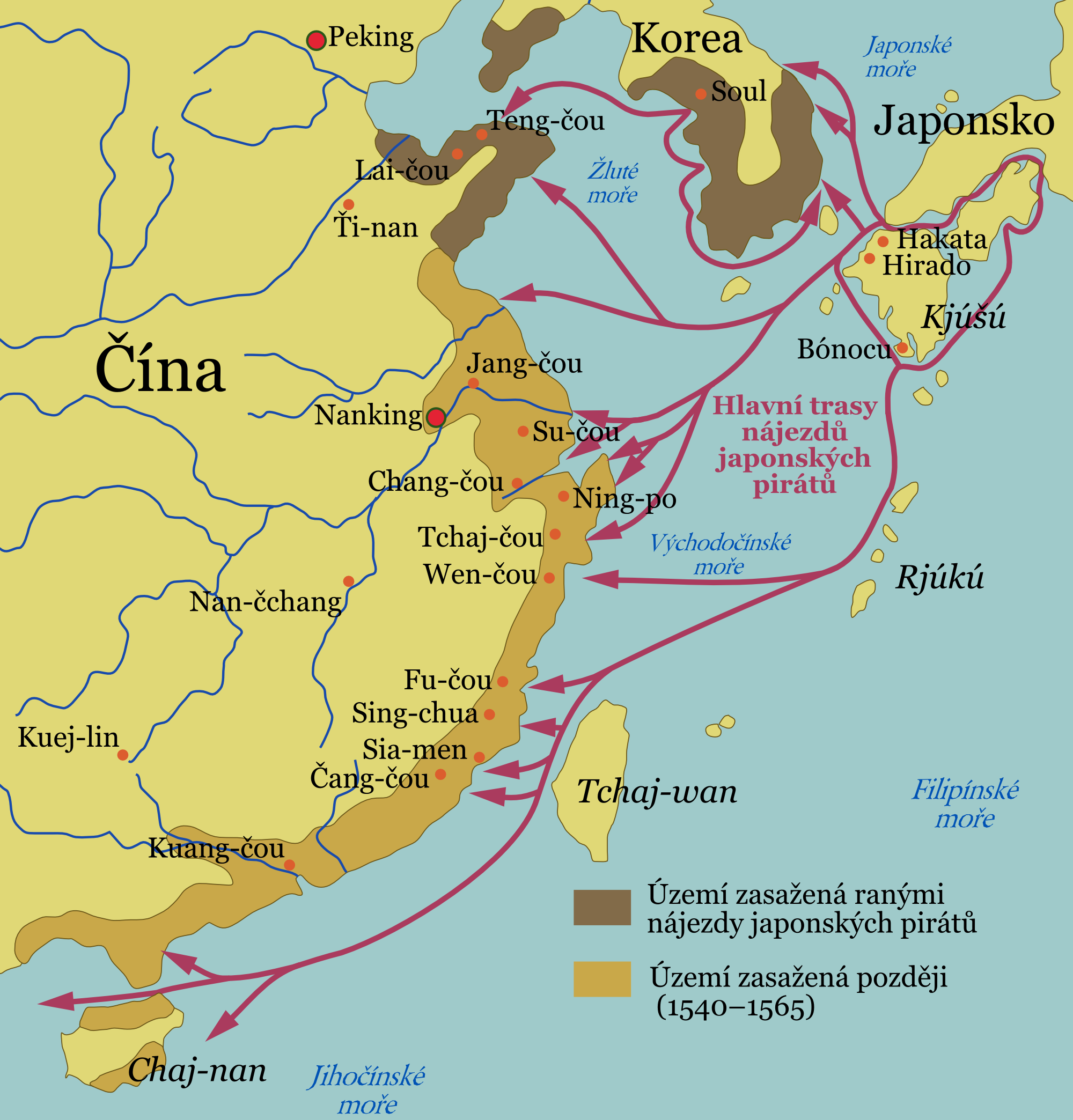
Nájezdy pirátů wo-kchou v době úpadku mingské námořní moci v 16. století

Historické dokumenty mingské éry neobsahují žádné údaje o smrti Čeng Chea nebo o jeho činnosti po sedmé expedici. Proto historikové zpravidla přijímají tradiční verzi jeho rodiny, podle které Čeng Che zemřel během sedmé plavby na zpáteční cestě a byl pochován do moře s pozdějším vybudováním kenotafu na vrchu Niou-šou u Nankingu. Nicméně existuje názor, vyslovený čínským historikem Sü Jü-chuem, podle kterého se Čeng Che úspěšně vrátil do Nankingu a sloužil na postu vojenského velitele Nankingu a velitele loďstva ještě dva roky, dokud roku 1435 nezemřel.
Wang Ťing-chung – společně s Čeng Cheem velitel sedmé plavby – zemřel roku 1435, téměř současně s Čeng Cheem. Roku 1434 totiž jeden ze sumaterských vládců poslal svého bratra, jehož jméno čínské prameny uvádějí jako Cha-li-č’-chan (哈利之汉), s tributem k císaři Süan-teovi. V Pekingu sumaterský vyslanec onemocněl a zemřel. Wang Ťing-chung dostal příkaz odplout na Sumatru, aby předal tamějšímu vládci soustrastné poselství čínského císaře, ale zahynul při ztroskotání lodi u břehů Jávy.
Po roce 1435 stavba lodí pro potřeby státu a státních námořních plaveb rychle upadla. Informace o osudu korábů, které se roku 1435 vrátily do Číny z poslední plavby do Indického oceánu se nedochovaly, ale jejich životnost se patrně příliš nelišila od životnosti čínských lodí 16. století, které potřebovaly opravu každých 3–5 let a generální opravu po 10 letech služby. Nepoužitelné lodě nebyly nahrazovány. Roku 1436, kdy po smrti císaře Süan-te začala mingskou říši spravovat velká císařovna vdova Čang, babička jeho nezletilého syna Jing-cunga, a eunuchové v čele s Wang Čenem, vyšlo nařízení o zákazu stavby oceánských lodí, omezeno bylo i množství stavěných menších lodí.
Rozsáhlá námořní přeprava z delty Jang-c’-ťiang na sever země – především rýže pro zásobování Pekingu a armády – ustala ještě dříve, už po otevření rekonstruovaného Velkého kanálu roku 1415.
Představitelé blízkých i vzdálenějších zámořských zemí udržovali oficiální styky s mingskou říší ještě nějakou dobu po návratu sedmé výpravy. Bengálsko například udržovalo vztahy s Čínou ještě několik let po poslední plavbě Čeng Chea. Dějiny Mingů uvádějí, že Bengálci přivezli do Číny čchi-liny (žirafy, zřejmě získané v Africe) roku 1438 a 1439, ale poté styky přerušili. Tribut z khmérské říše přicházel s přibývajícími léty stále řidčeji a pouze do roku 1460. Jávští vyslanci se po roce 1466 objevovali u císařského dvora jen řídce. Také kontakty s thajskou Ajutthajou postupně slábly, takže když roku 1491 přišlo do Pekingu thajské poselstvo, nikdo mu nerozuměl. Osoby znalé thajské řeči vláda hledala až v Kuang-tungu.
Čínský spojenec, stát Čampa, rozkládající se na jihu dnešního Vietnamu a navštívený všemi expedicemi Čeng Chea, byl z větší části dobyt Vietnamem roku 1471. Malakka, jejíž etablování jako nezávislého státu je těsně svázáno s činností Čeng Chea, byla roku 1511 dobyta Portugalci.
Kontakty s řadou sousedních zemí – Rjúkjú, Japonsko, Ajutthaja – navázané ještě za vlády císaře Chung-wu, desetiletí před zahájením plaveb Čeng Chea, pokračovaly ve větší či menší míře po celou dobu trvání říše Ming. Nicméně ohnisko zájmu mingské diplomacie a stejně tak i hlavní město se přesunuly z jihu na sever. Zde boje s Mongoly a Džürčeny (resp. Mandžuy) pokračovaly se střídavými úspěchy po dvě století – až do konečné prohry. Ke konci 15. století byla odpovědnost za styky s jižními sousedy mingské říše ústřední vládou delegována na provinční úřady. Například provincie Kuang-si samostatně komunikovala s Vietnamem (1480), a provincie Kuang-tung s Jávou (1501). Začátkem 16. století se u čínských břehů objevili Portugalci a založili si základnu v Macau. Setkali se analogickým přístupem úřadů – jednali s provinčními úředníky z Kantonu, regionálními z Wu-čou (zde sídlil guvernér Kuang-tungu a Kuang-si) a často jen s představiteli okresu Siang-šan. Pokus o vyslání delegace v čele s Tomé Piresem přímo k mingskému dvoru skončil neúspěšně (1516–1524); jezuité Michele Ruggieri a Matteo Ricci získali povolení k návštěvě Zakázaného města až po dvou desetiletích (1579–1601) úsilí.
Konkrétní příčiny ukončení rozsáhlé námořní politiky zůstávají předmětem diskuzí historiků. Mezi důležité faktory patří jak objektivní situace – nutnost úspor státních prostředků v situaci prakticky stálých srážek s Mongoly a všeobecných ekonomických problémů říše, tak i staleté nepřátelství mezi konfuciánskými vzdělanci–úředníky a eunuchy císařského dvora, s kterými konfuciáni spojovali výstavbu loďstva i ostatní riskantní a drahé projekty.
Negativní pohled na eunuchy ve společnosti zesílil po katastrofálním sledu událostí v éře Čeng-tchung (1435–1449). Císař Jing-cung, kterému bylo při nástupu na trůn roku 1435 sedm let, se stal loutkou v rukách dvorských eunuchů, vedených Wang Čenem. Když byla roku 1449 půlmiliónová čínská armáda zničena Mongoly v bitvě u Tchu-mu a sám císař padl do mongolského zajetí, obviněni byli eunuchové, především Wang Čen, jenž v bitvě zahynul. I další dva eunuchové následujících desetiletí – Cchao Ťi-siang (曹吉祥) a Wang Č’ jsou spojováni s dobami „zvůle eunuchů“.

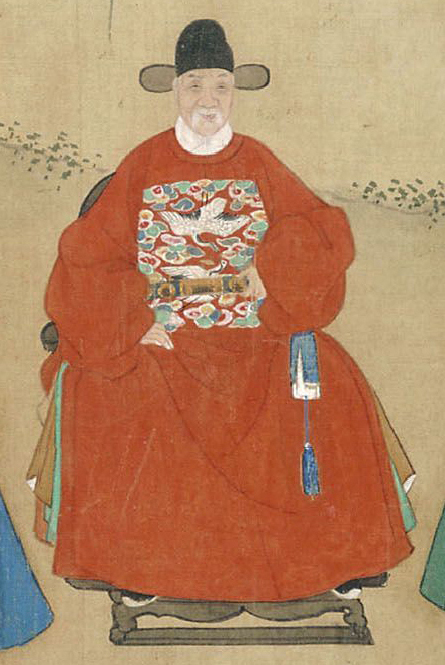
Portrét Lioua Ta-sia, úředníka, který zničil záznamy o plavbách Čeng Chea

Existuje několik příběhů popisujících, jak v důsledku nepřátelství mezi úředníky a eunuchy byly zničeny dokumenty státních archívů o plavbách Čeng Chea. Podle jedné verze si roku 1447 eunuch Wang Č’, snažící se zorganizovat novou zámořskou expedici, vyžádal informace o plavbách Čeng Chea, ale ministr vojenství Siang Čung odpověděl, že všechny dokumenty vztahující se k plavbám byly ztraceny. Ve skutečnosti je skryl nebo zničil úředník tohoto (nebo jiného) ministerstva Liou Ta-sia (刘大夏), aby se „zabránilo dalším ztrátám veřejných prostředků a zbytečným úmrtím lidí povolaných do námořnictva“. Za svůj čin Liou Ta-sia získal obdiv ministra a později zaujal vysoké postavení ve vládě. Podle jiné verze příběhu o vlasteneckém archiváři prý Wang Č’ připravoval válku s Vietnamem a zažádal o dokumenty týkající se války ve Vietnamu z doby vlády císaře Jung-le, které Liou Ta-sia zničil ve snaze zabránit válce, která by zdevastovala jihozápad země. V této verzi byl ministrem schvalujícím Liouův čin Jü C’-ťün. Dochovala se i tradice, spojující zničení dokumentů s ministrem vojenství Jü Čchienem (1398–1457), který je obvykle vnímán jako hrdina, zachránivší zemi po tchumuské katastrofě a zápasící s mocí eunuchů. Ale tato tradice je patrně pouze projev rozšířené tendence lidí ke spojování těch či oněch známých událostí se slavnými historickými osobnostmi; ve skutečnosti byly dokumenty zničeny později.
Dokonce ani v období rozmachu námořních aktivit státu počátkem 15. století mingská říše nevytvořila loďstvo schopné ochránit pobřežní vody před piráty (wo-kchou, doslova „japonští bandité“) – například roku 1417 eunuch Čang Čchien vracející se do Číny z jižních Filipín byl u čínských břehů napaden piráty. I když teoreticky, podle nařízení z roku 1370, každá ze 70 přímořských vojenských posádek (wej) měla mít 50 lodí, reálně, podle mínění historika E. Dreyera, o žádných 3500 lodích nemohlo být ani řeči. Začátkem 16. století reálně existovalo sotva 10–20 % z lodí požadovaných výše uvedeným nařízením, přitom největší z nich měly nosnost kolem 100 tun (což odpovídalo 160 tunám výtlaku) s posádkou okolo sta lidí.
Úpadek mingské námořní moci byl trvalý. Roku 1553 sepsané dějiny nankingské loděnice Lung-ťiang, ve které se stavěly Čeng Cheovy lodě pokladů, poznamenávají, že se žádné plány oceánských lodí nezachovaly. V době vydání dějin se v loděnici stavěly lodě velmi nízké kvality, a to vesměs ze dřeva vzatého ze starých korábů.
Když se v polovině 16. století zostřily problémy s piráty, Čchi Ťi-kuang, řídící boj s nimi, si mohl opatřit pouze nevelkou flotilu malých strážných lodí; žádný pokus znovu vybudovat velké loďstvo neproběhl. Vláda se nezřídka domnívala, že nejúčinnějším prostředkem boje s piráty je zákaz soukromého námořního obchodu a zákaz stavět lodě schopné plavby po moři a vyplouvat na moře, omezení legálního námořního obchodu na omezený počet přístavů, a někdy i nucená evakuace obyvatelstva z pobřeží. Tyto zákazy těžce poškodily hospodářství a přinesly rozkvět pašeráctví, kterému se věnovalo obyvatelstvo pobřeží.
Přes zničení archívních materiálů se omezené množství informací o plavbách Čeng Chea zachovalo. Vojenská encyklopedie Wu-pej č’ sestavená ve 20. letech 17. století obsahuje soubor navigačních map pro námořní trasu z dolního toku Jang-c’-ťiang přes jihovýchodní Asii a Indický oceán až do Perského zálivu a Afriky založených na údajích shromážděných během Čeng Cheových plaveb.

## Prameny kplavbám
O plavbách a navštívených zemích napsali knihy jejich účastníci Ma Chuan, Fej Sin a Kung Čen. Ma Chuan svou knihu Všestranný přehled bezbřehého oceánu (Jing-ja šeng-lan, 瀛涯胜览) psal od roku 1415, definitivní verze vyšla roku 1451. Fej Sinův cestopis Všestranný přehled [o cestách] hvězdného voru (Sin čcha šeng-lan, 星槎勝覽) z roku 1436 i Kung Čenovy Zápisky o barbarských zemích v Západním oceánu (Si-jang fan kuo č’, 西洋番國誌), vydané o dva roky dříve, jsou na Ma Chuanově práci místy závislé. Ve sborníku Zápisky o slyšeném (Čchien-wen-ťi, 前闻记) Ču Jün-minga se dochovaly zápisky neznámého autora Sia-si-jang (下西洋, [Výprava] Do Západního oceánu).
Důležitým pramenem jsou též nápisy na stélách Liou-ťia-kangu a Tchaj-pchingu. Stručné zápisy o plavbách a souvisejících císařských rozhodnutích obsahují Pravdivé záznamy o vládách císařů Jung-leho a Süan-teho, sestavené po jejich smrti podle úředních dokumentů.
Luo Mao-tengův (罗懋登) román Plavby eunucha San-pao do Západního oceánu (San-pao tchaj-ťien sia-si-jang, 三保太監下西洋) z roku 1597 se stal prvním dílem, které čtenáře ohromovalo rozměry „lodí pokladů“. Čeng Cheových plaveb se týkají svazky 324–326 oficiálních Dějin Mingů sestavovaných po pádu dynastie Ming v polovině 17. století a dokončených roku 1739. Dějiny Mingů jsou dílem vzdáleným od plaveb tři století a proto závislé na starších zdrojích. Ohledně sporné velikostí Čeng Cheových lodí uvádějí takřka stejná čísla jako Luo Mao-teng. Otázka, odkud je historici sepisující Dějiny převzali, je nezodpovězena.

## Památka na plavby Čeng Chea

### Čeng Che vpamětí čínské společnosti

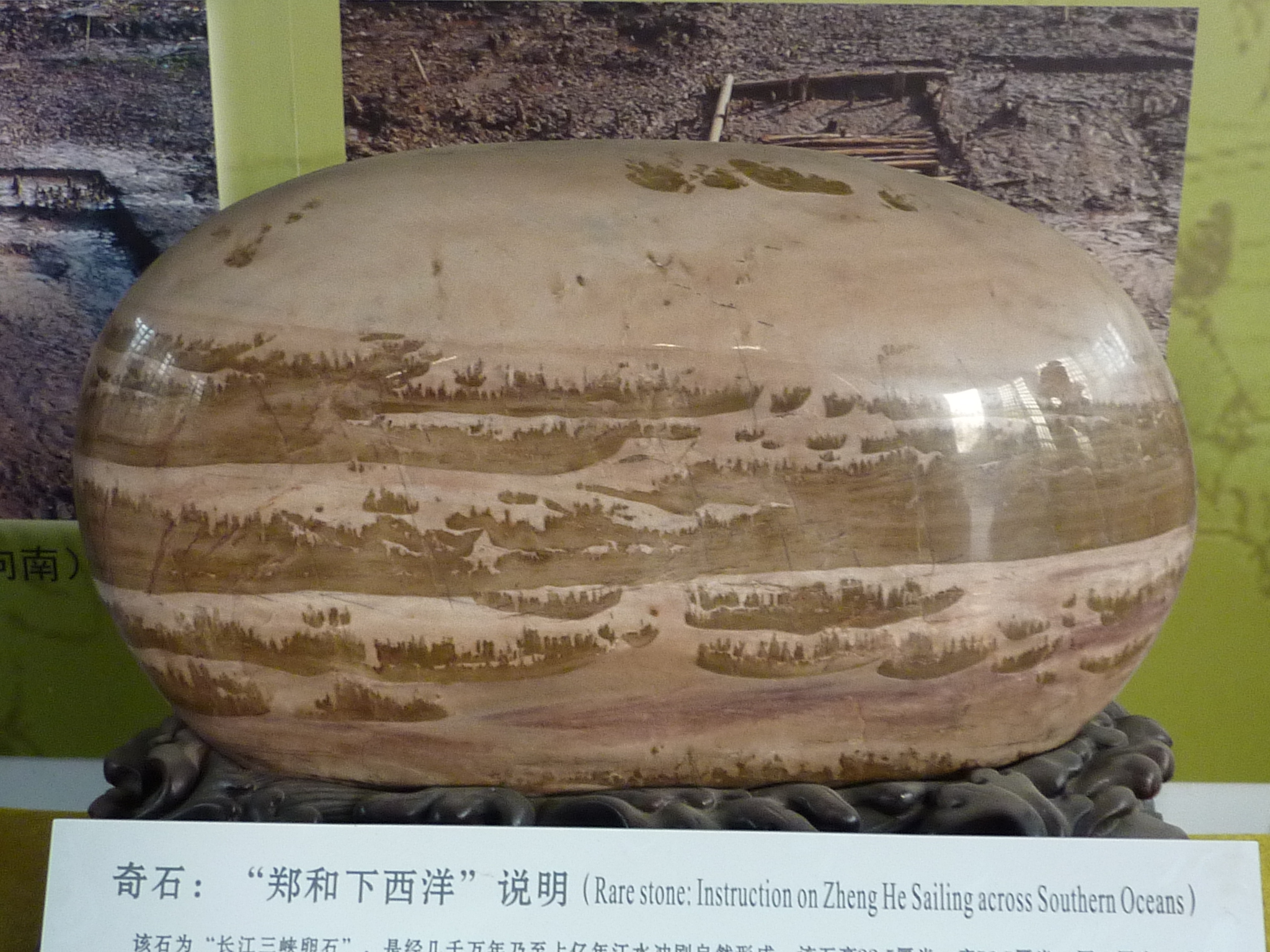
Kámen s přírodní kresbou připomínající loďstvo vyplouvající na moře vystavený v Muzeu loděnice lodí pokladů v Nankingu

S postupem krize mingské říše zesílily tendence k heroizaci hrdinů minulosti, zosobňujících lepší život a lepší časy i schopnost Číny vítězit nad nepřáteli. Jména Čeng Chea a Wang Ťing-chunga se vrátila do lidové paměti.
Tak roku 1597, když Japonci v Imdžinské válce napadli nejbližšího čínského spojence – Koreu – a byli zahnáni zpět za cenu vysokých výdajů a ztrát, Luo Mao-teng (罗懋登) publikoval dobrodružný fantastický román Plavby eunucha San-pao do Západního oceánu (San-pao tchaj-ťien sia-si-jang, 三保太監下西洋), často známý jednoduše jako Zápisky o západním oceánu (西洋记, Si-jang-ťi). V tomto díle jsou informace historických pramenů doplněny fantazií autora. Výpravy Čeng Chea jsou představeny jako události epického rozměru, plné bitev s nepřátelskými silami; v kontrastu k oficiální historii, která připomíná pouze tři velké vojenské operace – v Palembangu, v Semudře a na Cejlonu – a srážku s Javánci roku 1407. Sám admirál získal rysy nemilosrdného dobyvatele, který neváhá rozstřílet nepřátelská města a bezohledně se vypořádat s civilním obyvatelstvem. Roku 1615 se objevila divadelní hra anonymního autora Podle císařského příkazu, San-pao se vydává do Západního oceánu (奉天命三保下西洋).
Začátkem 20. století, v souvislosti s rozmachem hnutí za osvobození Číny od závislosti na cizincích přicházejících ze zámoří, obraz Čeng Chea, stojícího v čele mocného loďstva, získal novou popularitu. V současné Čínské lidové republice je Čeng Che považován za jednu z vynikajících osobností čínské historie, a jeho plavby, obvykle považované za ukázku mírové zahraniční politiky Číny, jsou kladeny do kontrastu k dobyvačným expedicím evropských kolonizátorů 16. – 19. století.

### Čínská diaspora vjihovýchodní Asii

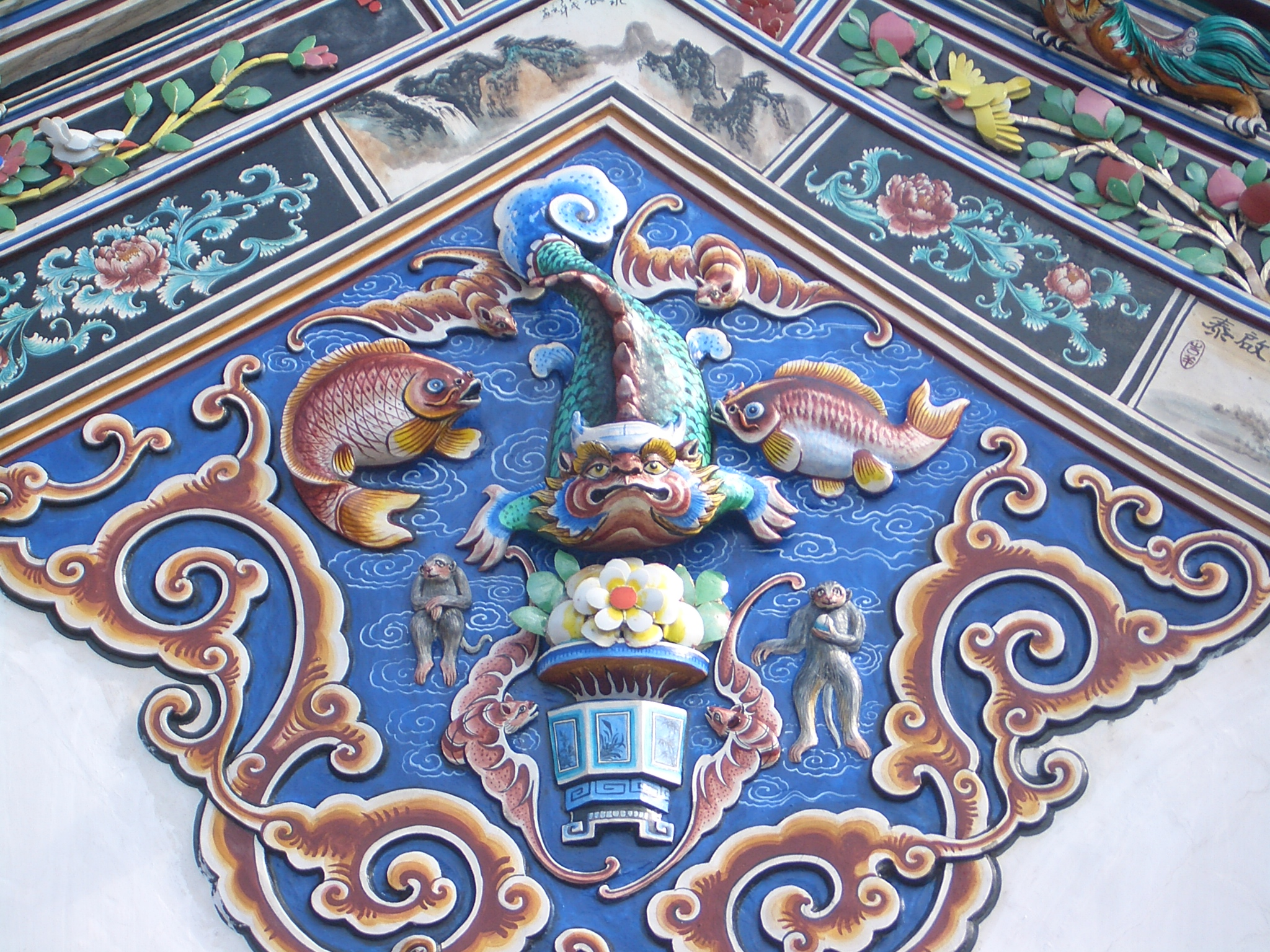
Fragment dekoru chrámu Pao-šan-tching (宝山亭) na úpatí Čínského pahorku v Malakce

Plavby Čeng Chea daly silný impuls rozvoji čínské diaspory, která, doplňována přílivem obchodníků a vystěhovalců, se usadila na pobřeží zemí jihovýchodní Asie od čínských hranic až téměř po Indii. Mnohé čínské obce v Malajsii a Indonésii vidí Čeng Chea a Wang Ťing-chunga jako zakladatele a svaté ochránce. Na jejich počest vystavěli chrámy a památníky.
V Malajsii je velmi populární legenda o tom, že Čeng Che s sebou do Malakky přivezl čínskou princeznu Chang Li-po, která se měla vdát za tamního sultána. S princeznou mělo přicestovat 1500 sluhů a 5000 mladých dívek, kteří se usadili v oblasti Čínského vrchu (Bukit Cina) v Malakce a stali se předky čínských starousedlíků v Malajsii a Singapuru, známých jako Peranakanci (Baba-Nyonya). Ovšem v čínských análech o princezně žádná zmínka není, a na velkém čínském hřbitově ve městě jsou jen dvě mohyly datované do mingské doby. Podle zápisků Fej Sina a raných portugalských svědectví je možné předpokládat, že se jeden ze sultánů Malakky sice oženil s Číňankou, ale pouze dcerou jednoho z námořníků, kteří žili ve městě.

### VEvropě a muslimském světě
Na přelomu 15. a 16. století portugalští mořeplavci pronikli do Indického oceánu a začali přebírat kontrolu nad tamními obchodními trasami, po kterých se před necelým stoletím plavili čínští mořeplavci (v opačném směru). Vzpomínka na čínské loďstvo byla v přístavech Indického oceánu ještě živá, byť Portugalcům nebylo jasné, odkud přesně ono loďstvo připlulo. Jednou z prvních nám známých zpráv o záhadných návštěvnících je dopis florentského podnikatele Girolama Sernigi, žijícího v Lisabonu. Sergini v něm v červenci 1499 popsal příbuzným první plavbu Vasca da Gamy. Podle něho v Kalikatu Portugalci zjistili, že o 80 let dříve navštívilo město loďstvo dobře ozbrojených „bílých křesťanů“, kteří se poté vraceli každé dva roky s 20–25 čtyřstěžníky. Sernigi usuzoval, že možná Indického oceánu dosáhli Rusové. Portugalci brzy od Indů zjistili, že oni mořeplavci se jmenují Čin, což si ovšem tehdy (v první polovině 15. století) ještě nespojovali s Čínou, pro ně Kathajem Marca Pola. Proto roku 1508 portugalský král Manuel I. přikázal admirálu de Sequeirovi zjistit, kdo jsou Činové, odkud jsou a jak vzdálená je jejich země, kdy a jak často navštěvují Malakku, nebo jiná města, kde obchodují.
Na zodpovězení otázek krále Manuela potřebovali Portugalci větší část století. Postupně se bývalá čínská kontrola nad částí indického pobřeží, Malakkou i jihovýchodní Asií, stejně jako rozhodnutí čínské vlády vzdát se moci v zámoří, staly Evropanům dobře známými. Jméno admirála Čeng Che se však v tehdejší evropské literatuře neobjevuje. Tyto informace o asijské historii jsou přítomné už v první evropské knize o Číně, Tratado das cousas da China (1569) dominikánského mnicha Gaspara da Cruz, která odkazuje jak na různé stavby a památníky čínského původu v těchto oblastech, tak na „věčnou vzpomínku“ na čínské panství. Tento motiv se objevuje i v díle augustiniána Juana Gonzáleza de Mendoza Historia de las cosas más notables, ritos y costumbres del gran reyno de la China (1585).
Vizionářský účastník portugalské expanze v Asii, Diogo Pereira, v dopise Janu III. Portugalskému, který napsal před svou smrtí roku 1539, dokonce svému králi doporučoval následovat čínský příklad a opustit indické kolonie. Portugalský historik João de Barros (1496–1570) také psal o paralele mezi čínským rozhodnutím o přerušení plaveb do Indie a nutností pro malé Portugalsko stanovit si správné geografické priority v programu globální expanze.
V populární literatuře se dokonce objevilo mínění, že Čeng Che byl prototypem námořníka Sindibáda. Důkazem má být zvuková podoba mezi jmény San-pao a Sindibád a sedm námořních cest obou.

### VAfrice
Na březích a pobřežních ostrovech Keni a jihu Somálska žijí Badžuni, nepočetný národ rybářů. Mluví svahilsky, v minulosti je zasáhl arabský a možná i perský vliv. Existuje i předpoklad, že mezi jejich předky byli příchozí z Asie, příbuzní Polynesánům.
Novináři spekulovali, že asijský vzhled a některé kulturní znaky Badžunů mohou pocházet od námořníků Čeng Chea, kteří zde zůstali, nebo ztroskotali. Bajdžuni sami tvrdí, že kdysi mezi sebe přijali čínské námořníky, které počítají mezi své předky. Jejich příbuznost s Číňany údajně potvrdily testy DNA zorganizované čínskými úřady.
Od roku 2010 pracují v Mambrui, severně od Malindi, čínští a keňští archeologové, shromažďující doklady obchodu s Čínou, mimo jiné nalezli minci císaře Jung-le. Ovšem na keňském pobřeží byl jüanský a mingský porcelán nalézán už v 60. letech 20. století „v každém městě“.

### VAustrálii
Mezi Austrálci Arnhemské země na severu Austrálie existují legendy o dávných návštěvách takzvaných Bajdžinů, kteří lovili a zpracovávali trepangy, pěstovali rýži a stavěli kamenné domy. I když většina historiků předpokládá, že legendární Bajdžini byli nějaký indonéský národ (dobře známy jsou výpravy indonéských Makasarů v 18. – 19. století za trepangami do stejné oblasti), existuje i mínění, že Bajdžini byli Číňané.
Podle jedné interpretace kroniky Fej Sina loďstvo Čeng Chea navštívilo i Timor, z indonéských ostrovů ten nejbližší Austrálii. V této souvislosti Levanthesová vyslovila hypotézu, že jedna z čínských lodí mohla doplout až do Austrálie. Upozornila také na blízkost jmen afrických Bajdžunů a australských Bajdžinů.

### Vzápadním tisku a populární literatuře
Pro svůj rozsah, ojedinělost v historii čínských námořních plaveb a vnější shodu s plavbami, které o několik desetiletí později započaly evropskou dobu zámořských plaveb, se výpravy Čeng Chea staly i za hranicemi Číny jednou z nejznámějších epizod čínské historie. Například roku 1997 časopis Life v seznamu sta lidí, kteří měli největší vliv na dějiny posledního tisíciletí, umístil Čeng Chea na 14. místo (dalšími Číňany v seznamu byli Mao Ce-tung, Ču Si a Cchao Süe-čchin).
V souvislosti s plavbami Čeng Chea se západní autoři ptají: „Jak je možné, že zatímco výpravy evropských mořeplavců vedly k vtažení celého světa do sféry vlivu evropské civilizace; tak Čína, přestože začala rozsáhlé námořní expedice dříve a s mnohem mohutnějším loďstvem, záhy od plaveb upustila a přešla k politice izolacionismu?“, či: „Co by se stalo, jestli by se Vasco da Gama setkal s čínským loďstvem podobným loďstvu Čeng Chea?“
Odpovědi, jak je přirozené, jsou různé, v závislosti na vědeckých nebo politických názorech autorů. Nejsvéráznější je odpověď bývalého důstojníka britského námořnictva Gavina Menziese v knihách 1421: rok, kdy Čína objevila svět a 1434: rok, kdy velké čínské loďstvo připlulo do Itálie a nastartovalo renesanci, ne méně fantastických, než román Luo Mao-tenga. Tvrdí v nich, že čínské loďstvo obeplulo svět a doplulo do Ameriky i Evropy. Historikové rozhodně odmítají brát Menziesovy knihy vážně a kritizují jeho neprofesionální interpretaci pramenů, plynoucí i z jeho neznalosti čínštiny, a nahrazování argumentů fantaziemi.